# Зозулинцеві
Зозулинце́ві, або Орхідні (Orchidáceae), — родина однодольних багаторічних наземних чи епіфітних (у тропіках) трав'янистих рослин. Деякі з них, а саме види з підродини ванільних (Vanilloideae) є деревними ліанами, які можуть сягати 20 м завдовжки й більше. Один же з найменших видів — Bulbophyllum minutissimum — сягає 3—4 мм. Нараховує до 30 тис. видів, які різняться складністю будови їх квітів та екологічною взаємодією із запилювачами та грибами в мікоризі. Зозулинцеві поширені в більшості країн світу, але особливо їх багато в тропіках. Проте їхня адаптивність дала їм змогу завоювати безліч екологічних ніш: від спекотних і сухих частин планети до більш вологих і холодних, вони трапляються від полярних регіонів до екватора; винятками є льодовики, справжні пустелі та відкриті води.

## Поширення в природі
Орхідеї є однією з найчисленніших груп рослин на Землі. Представників цієї родини можна знайти практично в будь-якій точці земної кулі, окрім Антарктики: у дощових тропічних лісах, у саванах і у степах, у жарких низовинах і в холодних гірських областях, на висоті до 5000 метрів. Проте найбільша різноманітність видів родини зозулинцевих у тропічній та субтропічній зонах Східної Азії, а також у Центральній та Південній Америці. Саме ці регіони — батьківщина більшості орхідей, у нас орхідеї розводять як кімнатні рослини.

### Поширення в Україні

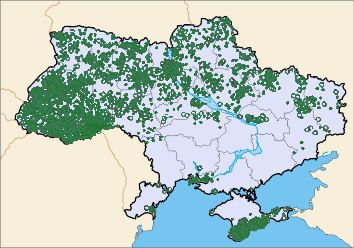
Поширення представників родини Зозулинцеві на території України

В українській флорі ботаніки нараховують від 66 до 70 видів родини. Багато з них внесено до Червоної книги України. У третьому виданні Червоної книги України перераховано 68 видів родини Зозулинцеві.

## Коротка історія вирощування орхідей
Інтерес до орхідей виник дуже давно. У Китаї орхідеї були введені в культуру понад 1000 років тому, а в науковій літературі про них згадано вже в III ст. н. е. На Сході орхідеї посідали особливе місце — виступали в ролі рослин-символів. Так, в Японії неофінетію серпоподібну вважали символом достатку й гідності, у Китаї цимбідіум слугував символом хорошого художнього смаку, витонченості та дружби.

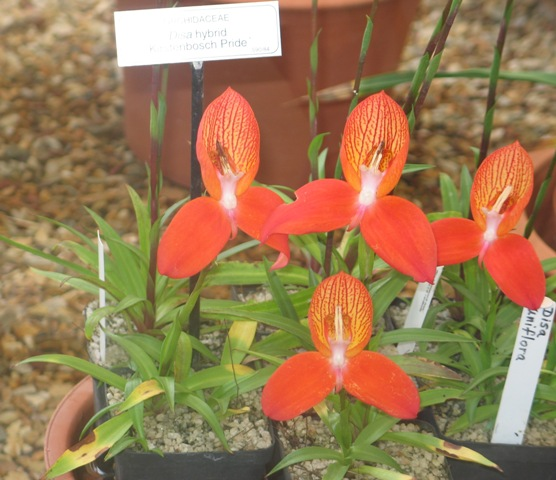
Disa uniflora
Перший вид орхідей, привезений із Африки до Європи

Зародження орхідології як науки прийнято датувати 370-285 роками до н. е., коли за 300 років до Різдва Христового грецький філософ Теофраст у манускрипті «Дослідження рослин» описав групу рослин, які назвав орхідеями. Він дав цим рослинам ім'я «орхіс» (лат. orchis), що означає «яєчка», за схожістю парних потовщених кореневих бульб на сім'яники тварин, які є в європейського зозулинця. Пізніше цю назву перенесли на всю родину.
Інтерес до орхідей в Європі, де вони не вирізнялися особливою красою, тривалий час був зумовлений їх лікувальними властивостями. І лише у XVI–XVIII ст., з початком розвитку мореплавства, європейці дізналися про орхідеї, що відрізняються екзотичною красою. Більшість перших описів тропічних рослин, зокрема орхідей, зазвичай є заслугою лікарів та священиків-місіонерів, які проповідували Євангеліє в колоніях. Вражені небаченим рослинним світом тропічних країн, вони описували і малювали представників аборигенної флори і викликали такий величезний інтерес до орхідей, що до кінця XVIII ст. в багатьох європейських країнах намагалися вирощувати ці екзотичні рослини. Відомо, що першою тропічною орхідеєю, яка зацвіла в оранжереї в голландському місті Лейдені (кінець XVIII ст.), була брассавола вузлувата.
1731 року в Європі розквітла перша тропічна орхідея, привезена з Багамських островів якимось місіонером. Однак пройшло ще майже ціле століття, перш ніж почалося справжнє полювання за цими екзотичними рослинами.
З самого початку ввезення тропічних орхідей в Англію Королівський ботанічний сад К'ю, заснований 1759 року, став центром їх колекціонування та вирощування. Сьогодні в Королівському ботанічному саду в К'ю представлена найбільша у світі колекція тропічних та субтропічних орхідей.
На початку XIX століття орхідеї з'явилися в Англії. Їх використовували як пакувальний матеріал для інших тропічних рослин. Пагін та корінь рослини використовували як мотузку для зв'язування пакунків.

### Орхідейна лихоманка
До початку XIX ст. вирощування орхідей в Європі не було популярним і масовим. Ботаніки вважали їх не більш ніж екзотами, а культивуванням займалися лише поодинокі любителі — власники оранжерей, в історії часто відомі відкриття, що були зроблені абсолютно випадково. Так і сталося з початком «Орхідейної лихоманки», яка охопила Європу та США в XIX ст.

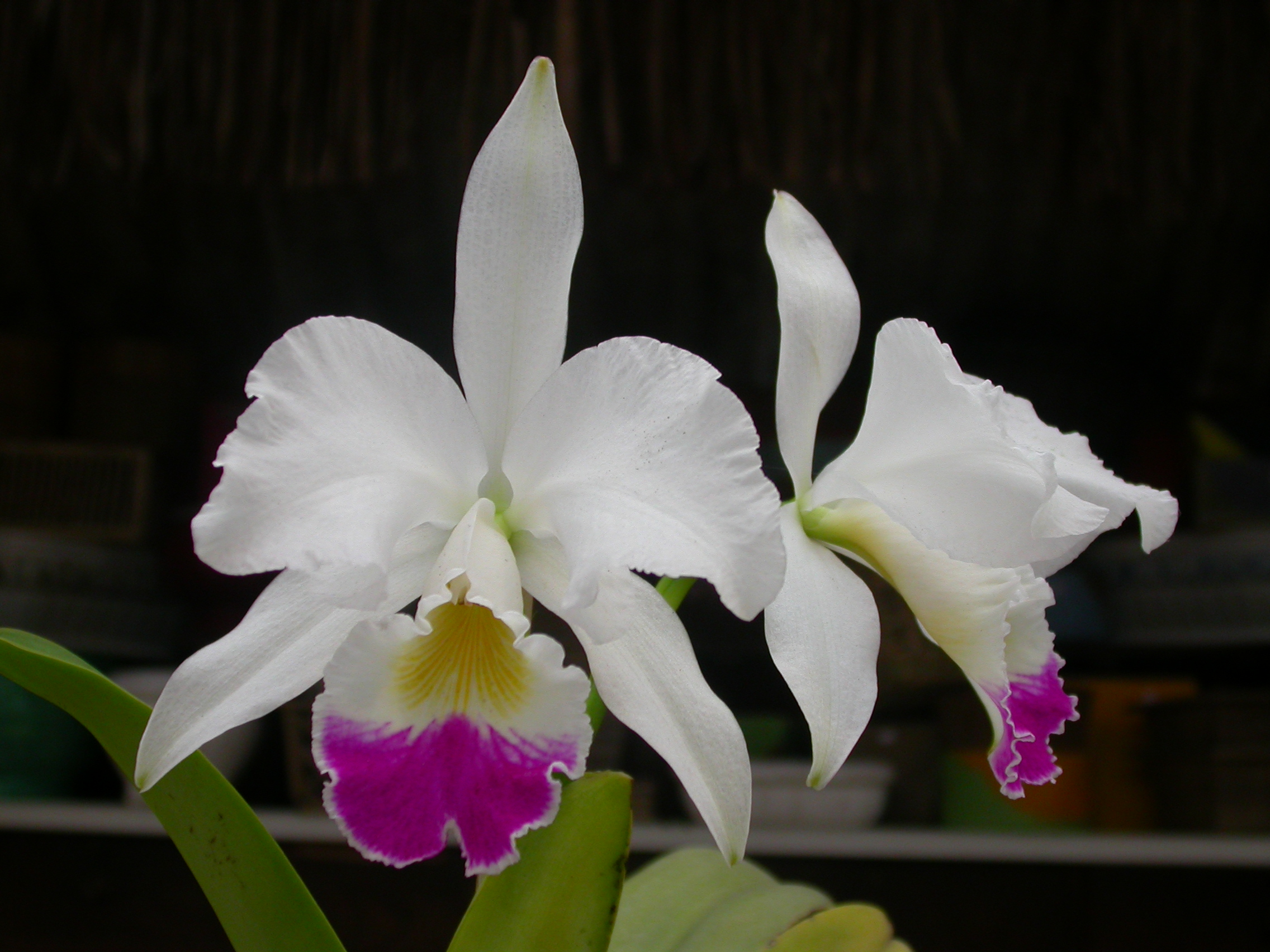
Cattleya warneri

1818 року з Південної Америки до Англії був відправлений багаж садівнику й імпортеру В. Каттлею — одному з перших колекціонерів тропічних рослин в Європі. Щоб надійно упакувати екзотичні новинки, були використані рослини з міцними стеблами, жорсткими листям і корінням, які скидались на шпагат. Своєрідний «пакувальний» матеріал зацікавив В. Каттлея, і він висадив рослини в окремий горщик. У листопаді того ж року перший екземпляр зацвів, і його великі, дивовижно красиві квіти стали справжньою сенсацією. Це була орхідея. На честь людини, котра відкрила орхідеї Європі, рід, до якого належала вирощена ним квітка, був названий Джоном Ліндлі, відомим як «батько» сучасної орхідології, на честь імені В. Каттлея — Катлея (Cattleya).
Після цієї незвичайної знахідки багато садівничих господарств відправили своїх «мисливців за орхідеями» в тропічні регіони Азії, Америки та Африки. Ці люди знайшли й зібрали безліч нових видів, але часто вони просто по-варварськи розкрадали орхідеї з місць їхнього природного ареалу.
Тривалий час місце точного збору екземплярів рослини залишалося невідомим, і лише 1836 року поодинокі рослини цього виду були виявлені в горах біля Ріо-де-Жанейро (Бразилія). Були відкриті місця зростання й інших видів орхідей, і перші збирачі почали збирати тисячі рослин, відправляючи їх до Європи. У результаті неправильного догляду більшість з них гинуло ще на кораблях. Тим дорожче цінувалися ті поодинокі екземпляри, які нерозквітлими досягали берегів Англії, їх вартість іноді дорівнювала ціні чистокровних коней-скакунів. Але навіть ті рослини, які потрапляли в оранжереї Європи, часто гинули, тому що практично були відсутні відомості про кліматичні умови місць їх зростання. У перші сто років вирощування орхідей тільки в Англії загинули сотні тисяч екземплярів. Перші кроки до успіху були зроблені в середині XIX ст., коли стало відомо, що достатній рівень освітленості та вентиляції приміщень надзвичайно важливі для цих рослин.
Довгий час екзотичні рослини продавали за надзвичайно високими цінами. Так, вартість деяких екземплярів доходила до  12 000 німецьких марок. І тільки коли садівникам вдалося нарешті успішно розмножувати ці рослини, торгівля квітами відійшла на другий план.
Вирощування орхідей стало модним серед знаті, і багаті родини змагались за право володіти найбільшою колекцією рослин. Першість у цьому «змаганні» належало Вільяму Кавендішу, герцогу Девонширскому, який 1833 року побудував величезну оранжерею та витрачав великі суми на спорядження експедицій у різні куточки земної кулі для збирання екзотичних рослин, у результаті чого за 10 років він став власником найбільшої приватної колекції тропічних орхідей.
У 30-ті роки XIX ст. в Європі почали з'являтися фірми, для яких орхідеї стали товаром, що приносили величезні прибутки. Однією з перших була англійська фірма «James Veitch and Son», яка виряджала своїх співробітників у тропіки за новими рослинами. До Європи привозили десятки тисяч найкращих екземплярів одного виду. Це завдавало шкоди природним популяціям.

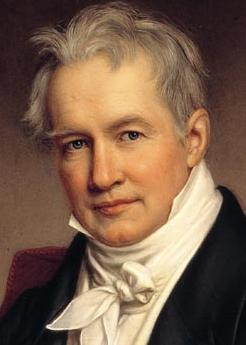
Один з «мисливців за орхідеями» — Гумбольдт Александер фон — біолог, географ

Серед «мисливців за орхідеями», які вирушали в тропічні ліси Південної Америки, Індії та Австралії, були відомі географи, екологи та ботаніки, а саме: А. Гумбольдт, А. Куннінгам, Ф. Вельвічія, Ч. Париш, Г. Скіннер, Дж. Варшевіч, Дж. Лінден, С. Лоу, Д. Бенкс, Г. Валліс. Їх імена увічнені в назвах видів.
Орхідеї, як і раніше, є одними з найпопулярніших кімнатних рослин.
Сьогодні відомо майже 30 000 дикорослих видів орхідей і 150 000 гібридів. Нові види орхідей відкривають і в наш час. Так, на початку 80-х років у Китаї виявили невідомі види зозулиного черевичка з великими квітами дуже яскравого забарвлення.

## Епіфітний спосіб життя

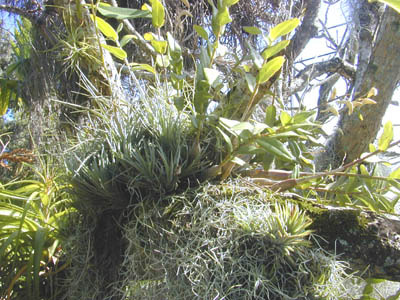
Приклад епіфітної збірки орхідей і бромелієвих в саду на Гаваях

Більшість тропічних орхідей у природних місцях зростання є так званими епіфітами: вони поселяються на інших рослинах, у розвилках і кронах дерев. Причина вибору такого місця своєрідного проживання в тому, що на кронах дерев орхідеї можуть отримати більше світла, ніж на тінистому ґрунті тропічного лісу. Орхідеї не забирають у рослин-носіїв ні води, ні поживних речовин, і тому не є рослинами-паразитами. Поживні речовини вони отримують за допомогою особливо сформованих коренів, з вологого тропічного повітря, а також із тонкого рослинного шару ґрунту (гумусу) дерев, який накопичується на гілках і корі. Епіфітний спосіб життя обумовлює деякі своєрідні потреби орхідей до клімату та догляду, які потрібно знати і виконувати, щоб успішно вирощувати ці рослини.

## Інші місця зростання
Крім рослин-епіфітів, є ще багато видів орхідей, зокрема і тропічних, які ростуть корінням у землі. Це, наприклад, більшість видів Пафіопеділумів (Paphiopedilum), Цимбідіумів (Cymbidium) і Калант (Calanthe). Їх називають ще ґрунтовими, земними або наземними орхідеями. Ще одна група орхідей, дещо менша за чисельністю, для свого проживання обирає камені і скелі. Найвідоміші представники цієї групи рослин — їх також називають літофітами — це деякі види Лелії (Laelia), так звані каменеві лелії (Steinlaelien).

## Практичне використання деяких видів

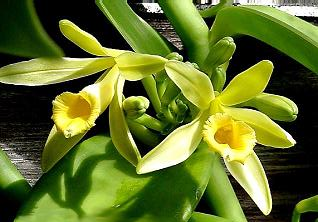
Vanilla planifolia

Вид ваніль плосколиста культивують заради плодів, які містять ванілін (відома як ваніль). Ванілін активно використовують у харчовій та косметичній промисловості.

## Різноманіття
Орхідні — одна з найбільших за числом видів родин рослин. Загальне число родів оцінюють приблизно у 800, а число видів — у 50 000, з них детально описано тільки 20 000. Крім генетичного різноманіття, орхідеї вирізняються різноманіттям кольору, аромату та розмірів. Ці квіти наявні практично у всіх земних екосистемах, але все-таки більшість з них росте в тропіках. Усі орхідеї — багаторічні трав'янисті рослини, що ростуть на ґрунті, каменях і деревах. За типом розгалуження паростків орхідеї зазвичай поділяють на дві основні групи: симподіальні та моноподіальні.
Орхідеї у процесі еволюції змогли пристосовуватися до різноманітних оселищ та навчилися різних способів запилення.

## Морфологія

### Стебло
Стебла справжніх «лазячих» орхідей (арахніс, клейсостома, пелатантерія, ванда) піднімаються вгору на значну висоту, утворюючи величезну кількість повітряних коренів, які надійно прикріплюють рослину до опори. Таким чином, рослини-епіфіт, досягаючи верхівок дерев, «виносять» свої квітки до світла.
На відміну від вищезгаданих видів, у фаленопсисів, дорітісів і черевичків стебло укорочене, а листя зібране в розетку.

### Листя

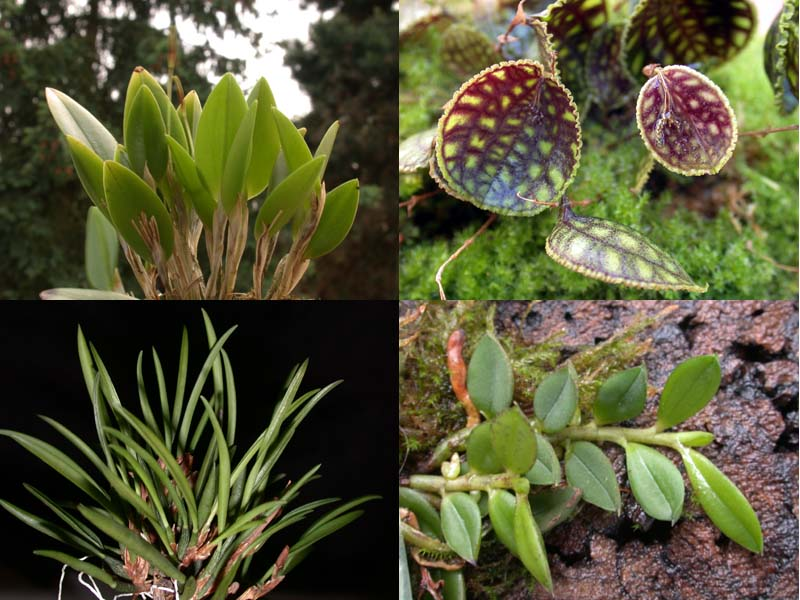
Різні види листя на орхідеї.

Листя орхідей, як і квіти, можуть бути найрізноманітнішої форми та забарвлення. Вони можуть бути як великими, ременеподібними, довжиною до 1 м (ангрекум слонячий), або майже циліндровими (онцидіум цеболетта), так і дуже маленькими, лускоподібними, майже непомітними (теніофіллюм (лат. Taeniophyllum)).
Однак існує ознака загальна для всіх орхідей — це паралельні жилки на листі, які свідчать про те, що орхідеї, як пальми і лілії, відносяться до однодольних рослин.
Листя більшості орхідей просте, цільнокрайне, у багатьох епіфітніх видів — шкірясте. Листя, так само як і бульби, є резервуарами води і поживних речовин. Наявність бульб і м'ясистого листя пов'язане з умовами існування орхідей. Так, у рослин з постійно вологих місцеіснувань (наприклад, з гірських лісів) листя тонке.
Будова і зовнішній вигляд листя орхідей — прекрасна ілюстрація успішного пристосовування цих рослин до довкілля. У посушливих умовах вони перетворюються в соковиті сукулентні органи (служать накопичувачами вологи), наприклад, в багатьох австралійських видів дендробіумів, брассавол з Південної Америки і деяких видів роду ванд з Південно-Східної Азії.
У орхідей, які ростуть на яскравому сонці, листя потовщене, шкірясте, а у рослин, що віддають перевагу тіні (каланта, фаюс), листя, як правило, тонке, складчасте, що дає можливість уловлювати більше світла.
В одних видів листки не мають черешка (онцидіум, фаленопсис), у інших він слабо (бульбофіллюм) або сильно (стангопея) виражений.
Листя орхідей в основному зелене, але зустрічаються дво- і триколірні або так звані рядолисті види (анектохілюс, макодес, гемарія).
Тропічні орхідеї зазвичай зберігають своє листя протягом багатьох років. Однак ряд рослин, що мають особливо чітко виражену фазу спокою, наприклад, деякі види орхідей Каланта (лат. Calanthe) незадовго до періоду спокою або під час нього скидають своє листя. Пізніше, під час фази розвитку, ці рослини швидко утворюють велику кількість нового листя.

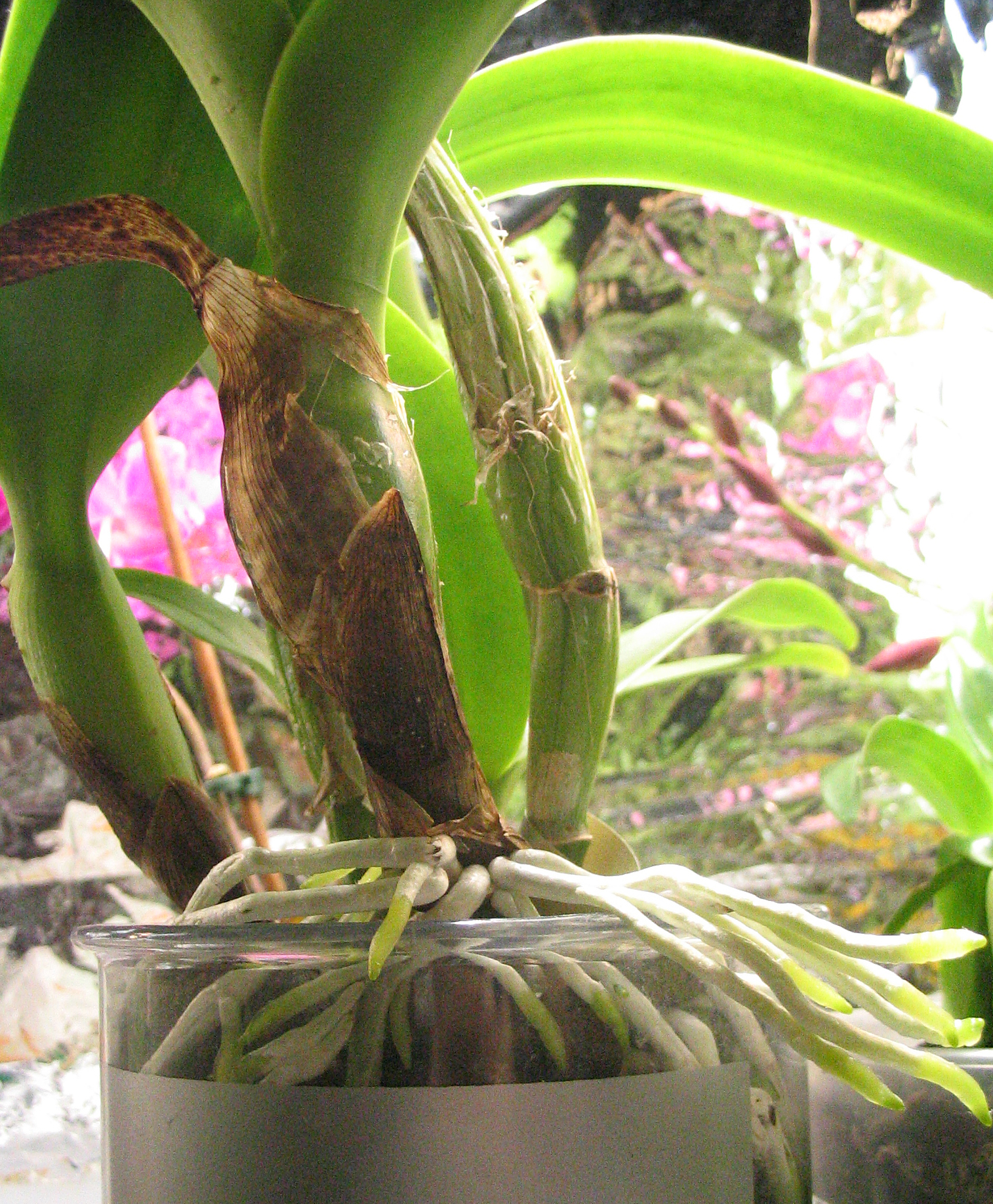
Корені Катлеї вкриті веламеном.

Серед епіфітніх орхідей зустрічаються як вічнозелені, так і листопадні рослини. У перших листя може зберігатися декілька років, другі скидають листя після визрівання паростка.

### Корені
Сильні, товсті корені орхідей добре пристосовані до умов їх природного місця існування. Вони оточені губчастою тканиною — веламеном (так званим покривом повітряних коренів), яка складається з мертвих клітин, заповнених повітрям, і протягом декількох секунд повністю наповнюється дощовою водою, росою, а потім повільно передає цю вологу всередину власного коріння. Так орхідеї, які в тропіках ростуть зазвичай на деревах, можуть отримати необхідну їм рідину прямо з повітря. Веламен захищає коріння від висихання, механічних ушкоджень, накопичує воду і мінеральні речовини. Повітряні корені слугують ще й для того, аби рослина могла закріпитися на корі дерева. Але якщо орхідеї в природі ростуть на деревах, а їх вирощувати в горщику, то їхні повітряні корені, входячи в субстрат, перетворюються на звичайні ґрунтові коріння.
У моноподіальних орхідей придаткові корені утворюються вздовж всього пагона, а у симподіальних — корені формуються тільки на корневищній частині пагона.
Функції коренів орхідей надзвичайно різноманітні — прикріплення до субстрату, фотосинтез (у багатьох видів вони містять хлорофіл і тому мають зелене забарвлення), всмоктування і накопичення води та поживних речовин. Особливий інтерес представляють так звані повітряні корені епіфітів, специфічну будову яких вчені-орхідологи вважають одним з найважливіших пристосувань до епіфітного способу життя.

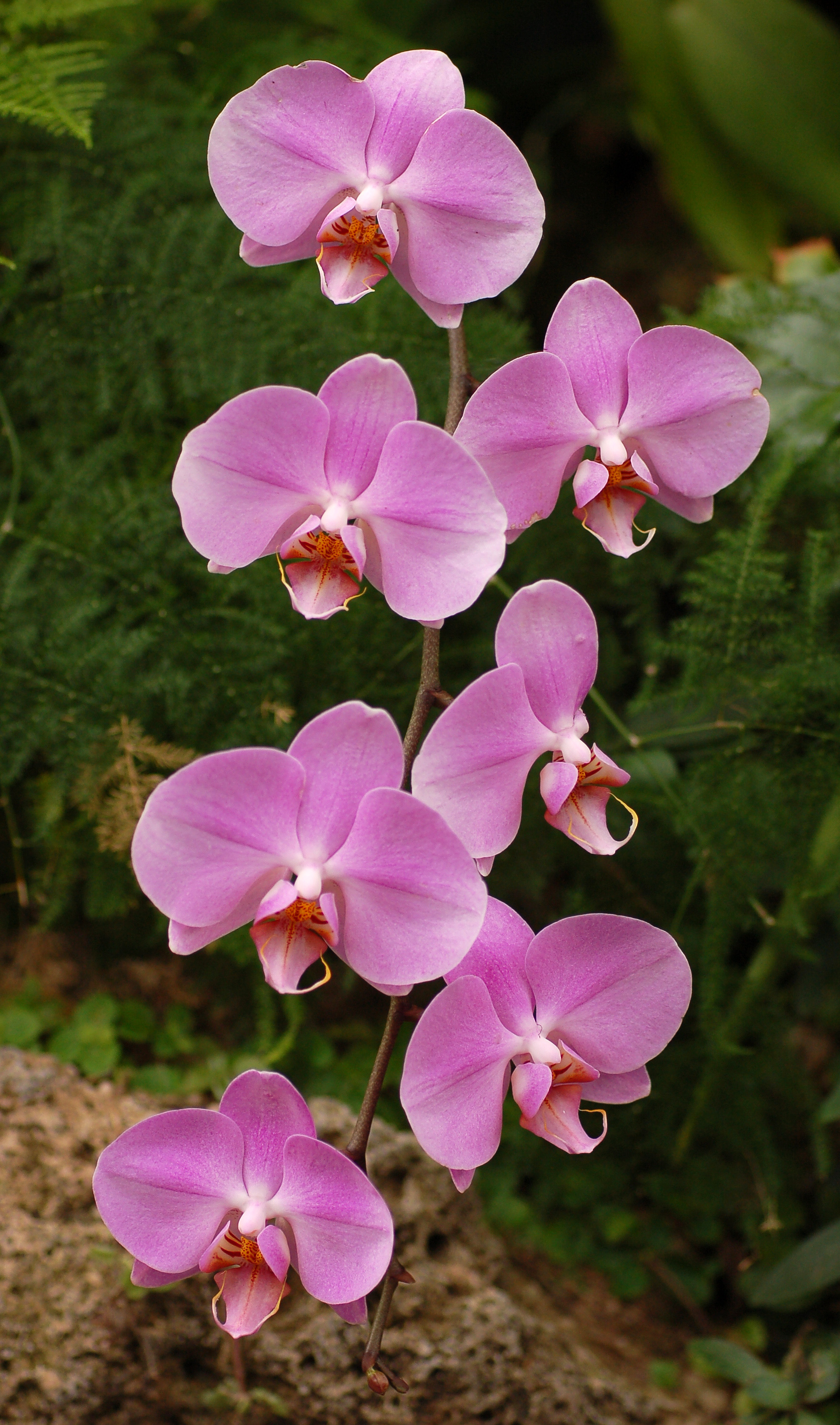
Суцвіття гібридного фаленопсиса

Коренева система онцидіумів, стангопей, катазетумів утворює своєрідні «щітки», «бороди», які сприяють захопленню і накопиченню опалого листя та інших органічних залишків, які використовуються, як поживні речовини.

### Суцвіття

Будова квітки орхідеї:
1. губа;
2. пелюстки;
3. чашолистки

Суцвіття орхідних — верхівкова або бічна китиця. При сильному вкороченні осі утворюється плейохазій (несправжній зонтик) (бульбофіллюм), при вкороченні квітконіжок — колосоподібні суцвіття (дендрохілюм), потовщення осі призводить до формування головкоподібних суцвіть (м'якотниця), гвинтоподібне скручування осі — спіралеподібних суцвіть (спірантес). Деякі види родів онцидіума і граматофілюма мають розгалужені суцвіття, що нагадують волоті й досягають довжини 2-3 м.

### Квіти
Квітки орхідей шестичленні (елементи розташовані у два кола).
Перший (зовнішній) утворений трьома чашолистками, які, як правило, схожі між собою, іноді середній (дорсальний) відрізняється від бічних (латеральних); рідше 2 або всі 3 пелюстки зростаються.
Друге (внутрішнє) коло утворений трьома пелюстками, з яких середня сильно відрізняється за формою, забарвленням і називається губою (лабеллум). Губа може бути цільною (пафіопедилюм), лопатевою (цимбідіум), торочкуватою (дендробіум), розсіченою на безліч тонких ниток (епідендрум); трубчастою, чашоподібною, шлемоподібною, воронкоподібною, язикоподібною. Крім того, вона може мати вирости, потовщення, волоски, плями і штрихи найрізноманітнішої форми та забарвлення. Нерідко губа несе нектарник у вигляді короткого, до 3-4 см (Каланта) або дуже довгого — до 35 см (ангрекум півторафутовий (Angraecurn sesquipedale)) порожнистого подовженого виросту чашолистка або пелюстки квітки. У орхідних тичинка зростається з маточкою в структуру, яку називають колонкою, а на її вершині розташовуються пиляки з полініями — грудочки склеєного пилку.
Листочки чашечки квітки (зовнішнє коло) називаються чашолистками, а листочки внутрішнього кола квітки — пелюстками віночка. Особливу роль відіграє середня пелюстка віночка. Вона утворює воронкоподібну або трубчасту, часто розплющену, губу, яка зазвичай розкішно забарвлена.
Величина квіток варіює від декількох міліметрів до 20-25 см. Вони найчастіше зібрані в суцвіття, але інколи бувають і поодинокими. Квітки неправильної форми.
Квітки орхідей вражають різноманітністю забарвлення, форми, аромату. Вони виробляють дещо незвичне, дивне враження, і одна з причин цього в тому, що вони мають тільки одну вісь симетрії, яка ділить кожну квітку на 2 симетричні половини. Оцвітина яскрава, подвійна (складається з зовнішнього і внутрішнього кіл (про що сказано вище)). Чашолистки (сепалії) у багатьох видів однакового розміру і форми. Пелюстки різної форми. Дві з них (петалії) однакові, третя (губа) зазвичай химерної форми і яскраво забарвлена. У багатьох орхідей є нектарники і різноманітні вирости.
Формула квітки: {\displaystyle \uparrow Ca_{3}\;Co_{3}\;A_{3-1}\;G_{\overline {(3)}}}
Більшість орхідей запилюється комахами, а деякі — птахами. Комаха, що прилетіла за нектаром, зазвичай сідає на губу квітки. При цьому до тіла комахи липким прилипальцем приклеюється поліній. На наступній квітці поліній потрапляє на приймочки, таким чином самозапилення майже повністю виключається. Значна частина епіфітніх орхідей має захист від природної гібридизації: різні види зацвітають в різний час, рослини одного виду — синхронно.
Цвітіння частіше спостерігається в сухий сезон, коли активніші комахи. Іноді стимулювати його може різка зміна умов (температури, вологості). У культурі більшість видів квітнуть протягом 2-3 місяців.
Інші особливості квітів орхідей:
- Більша частина видів має тільки одну продуктивну тичинку, лише деякі мають дві.
- Дрібний пилок зростається в щільну масу (поліній або пилкову грудку).
- Розташована внизу зав'язь після запилення розвивається в плідкоробочку.

Група орхідей зозулині черевички будовою своєї квітки відрізняється від інших родів орхідей. У цих рослин верхня пелюстка чашечки квітки (чашолистки) утворює ефектний «прапор». Нижні, зрощені разом пелюстки чашечки майже приховані губою квітки, яка утворює характерну порожнину у вигляді черевичка. Цей красивий «черевичок» — пастка для комах. Якщо комаха попадає всередину порожнини, йому потрібно докласти певні зусилля, щоб вирватися назовні повз колони (гіностемія). При цьому комасі доводиться мимоволі або скинути пилок, який вона несе на собі, або отримати нову.

### Запилення

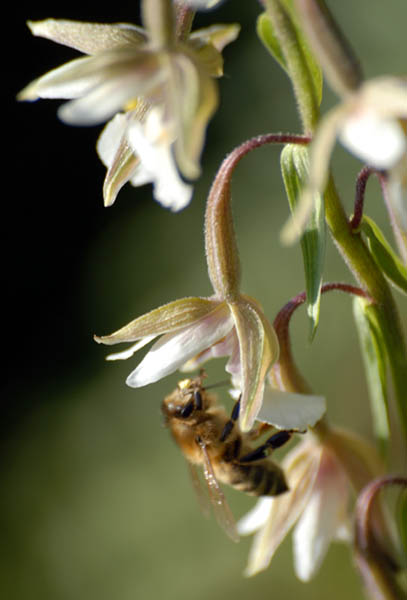
Медоносна бджола (Apis Mellifera) запилює дремлік болотний (Epipactis palustris

Орхідеї запилюються різними комахами (мухами, метеликами, бджолами, жуками) або птахами (колібрі, нектарниками та медососами).
Система запилення в орхідних відрізняється високою розмаїтістю як агентами запилення (запилювачів), так способами залучення (аттрактації) останніх на квітки. Основну роль у запиленні орхідних відіграють комахи. Головна відмінна риса системи запилення орхідних — агрегація всій пилку пиляка в компактні маси поліній. Для надійного прикріплення поліній до тіла запилювачів та успішного їх перенесення на рильце в орхідних виникли різноманітні механізми. Чарлз Дарвін детально вивчив їх основні типи та подав результати своїх досліджень у праці  «Різні пристосування, за допомогою яких орхідеї запилюються комахами» (1884 р.).
Особливий інтерес для дослідників системи запилення в орхідних становлять способи залучення запилювачів на квітки. Пилок, зібраний у поліній, не може бути використаний комахами для вигодовування потомства. До того ж у переважної більшості видів орхідних у шпорцях нектар відсутній. Тому на безнектарні квітки орхідних комахи-запилювачі залучаються різними способами шахрайської аттрактації. В орхідних прийнято виділяти такі основні синдроми шахрайської аттрактації: сексуальне залучення (pseudocopulation), квіткова мімікрія (flower mimicry), обман недосвідчених запилювачів. Це розділення досить умовне, оскільки в багатьох видів орхідних нерідко бувають задіяні відразу кілька способів обману.

### Сексуальне залучення
Сексуальний синдром залучення запилювачів зафіксовано в низки родів орхідних Євразії (Ophrys), Австралії (Каладенія, Chiloglottis, Cryptostylis, Drakaea та ін) та Центральної Америки. Найбільш детально він вивчений у видів роду Ophrys.

#### Квіткова мімікрія
Квіткова мімікрія більше поширена серед безнектарних орхідних. В орхідних з цим синдромом залучення запилювачів квітки або їх окремі частини імітують за забарвленням/формою/текстурою поверхні нектароносних квіток інших рослин або інші харчові субстрати, які використовуються потенційними обпилювачами.

#### Обман недосвідчених запилювачів
Цей синдром в явній формі вперше був описаний LA Nilsson (1980) у Dactylorhiza sambucina. Його характерними особливостями є яскравий пошуковий образ квіток/суцвіть, наявність на губі яскравих помилкових покажчиків нектару (у вигляді контрастного малюнка або/і забарвлених папілярних виростів), глибокий, добре розвинений шпорець.

#### Особливості запліднення
Після перших ембріологічних досліджень орхідних була висунута гіпотеза відсутності у них подвійного запліднення. Поширенню цієї гіпотези сприяв той факт, що в зрілому насінні орхідних повністю відсутній ендосперм. У орхідних неодноразово відзначені випадки невходження другого спермія в центральну клітину зародкового мішка. Нерідко другий спермій входить в контакт з полярними ядрами і утворює разом з ними в центральній або базальній частині зародкового мішка ядерний комплекс (Навашин, 1951; Савіна, 1972). Однак приблизно в третини видів орхідних спостерігається злиття другого спермія з центральною клітиною зародкового мішка та утворення первинної клітини ендосперму.

### Пагін
Залежно від форми орхідей, від того, як вони ростуть, всі їх можна розділити на 2 групи: рослини моноподіальних форм (з одним пагоном) та симподіальної форми (з декількома пагонами).
Симподіальні рослини

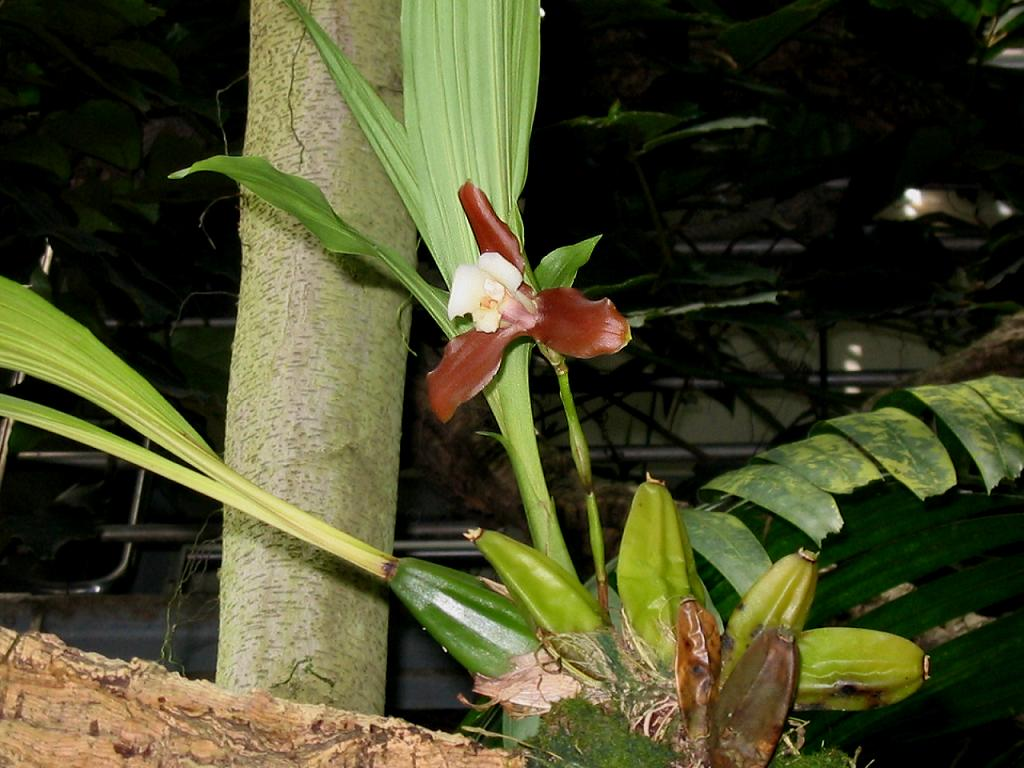
Симподіальне зростання в Lycaste Xytriophora, зверніть увагу на псевдобульби.

У цих орхідей кожен рік на кінці повзучого кореневища утворюється один або кілька нових паростків, у той час як старі пагони висихають і з часом відмирають. Горизонтальні частини пагонів утворюють кореневище, а вертикальні розташовуються над субстратом і утворюють потовщення — псевдобульби (інші назви: бульби, псевдоцибулини, туберідії). Псевдобульби утворені м'якими тканинами з високим вмістом слизу. Основна їх функція полягає в накопиченні води і поживних речовин. Зверху вони вкриті товстостінною епідермою, що запобігає випаровуванню. Псевдобульби сприяють виживанню рослин в екстремальних умовах, наприклад, під час тривалого посушливого періоду. Саме наявність запасаючого органу свідчить про те, що в умовах природного ареалу протягом року відбувається чергування сухого і вологого сезонів. Крім того, псевдобульби часто зеленого кольору і виконують фотосинтетичну функцію. Псевдобульба може бути утворена одним або кількома потовщеними міжвузлями, іноді товщає майже вся вертикальна частина паростка. Залежно від напрямку росту серед представників родини орхідних розрізняють прямостоячі (анзеллія, лелія, собралія), схилені (деякі види дендробіума і хізіса) і кучеряві (ваніль) рослини.

Різні форми пагонів:
a) моноподіальні (форма з одним пагоном);
b) симподіальні (форма з кількома пагонами).

Форма і розміри псевдобульб значно варіюють. Вони бувають округлі, овальні, циліндричні, веретеноподібні, але частіше зустрічаються яйцеподібні псевдобульби. Утворюються також псевдобульби, сплощені з боків (онцидіум), грушоподібні або майже сферичні (енциклопедії). У лікасти, цимбідіума і одонтоглосума псевдобульби можуть мати висоту від декількох міліметрів до 15-20 см. Крім того, існують види, у яких висота псевдобульби досягає 2-3 м при діаметрі 3-4 см (дендробіум, епідендрум).
У симподіальних орхідей новий пагін, як правило, розвивається з бруньки, розташованої біля основи попереднього паростка, проте в інших вузлах також є бруньки, що забезпечують відновлення виду в екстремальних умовах. Так, у рослин деяких дендробіумів і туній на псевдобульб розвиваються 11-25, у цимбідіумів — 7-13 сплячих бруньок, які залишаються життєздатними протягом багатьох років.
Новий пагін, як правило, розвивається з бруньки, розташованої біля основи попереднього пагона, проте в інших вузлах також є бруньки, що забезпечують відновлення виду в екстремальних умовах. Коріння формуються тільки на кореневищній частини пагона.

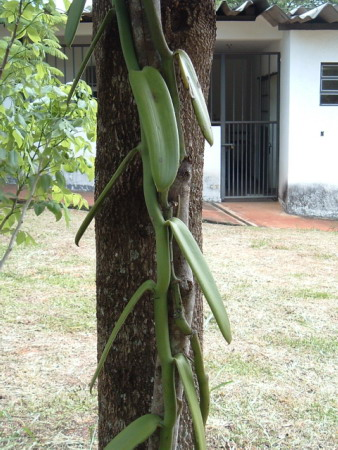
Моноподіальне зростання в Vanilla planifolia.

До групи симподіальних належить більшість родів орхідей, наприклад, Катлея (лат. Cattleya), Мільтонія (лат. Miltonia) і Одонтоглосум (лат. Odontoglossum).
Моноподіальні рослини
У цих рослин один головний пагін, який постійно росте вгору, тобто річний приріст є продовженням попереднього, утворюючи зверху нові листи, квіти і корені. У цей час нижня частину пагона повільно засихає і відмирає. У моноподіальних орхідей додаткові корені утворюються вздовж всього пагона.
Розміри моноподіальних орхідей варіюють від декількох сантиметрів (у видів ангрекума) до десятків метрів (у видів арахніса), довжина пагонів яких досягає 20 м. Такі рослини втрачають здатність до вертикального росту і переходять до повзучого способу життя. Листя у моноподіальних орхідей розташоване дворядно-супротивно.
Приклади моноподіальних рослин — рід Ванда (лат. Vanda) і Фаленопсис (лат. Phalaenopsis).

### Псевдобульба
Псевдобульба, псевдоцибулина, повітряна бульба, туберидія — бульбова потовщена частина пагона, в якій орхідеї симподіальних форм нагромаджують поживні речовини й воду. Це допомагає їм переносити посушливі періоди в тропіках та субтропіках. Залежно від виду орхідей, ці органи-нагромаджувачі можуть мати довгасту, круглу або овальну форму. На відміну від цих рослин, у орхідей моноподіальних форм немає видимих спеціальних органів для нагромаджування поживних речовин. У них цю функцію беруть на себе м'ясисті листки та корені.

### Плід

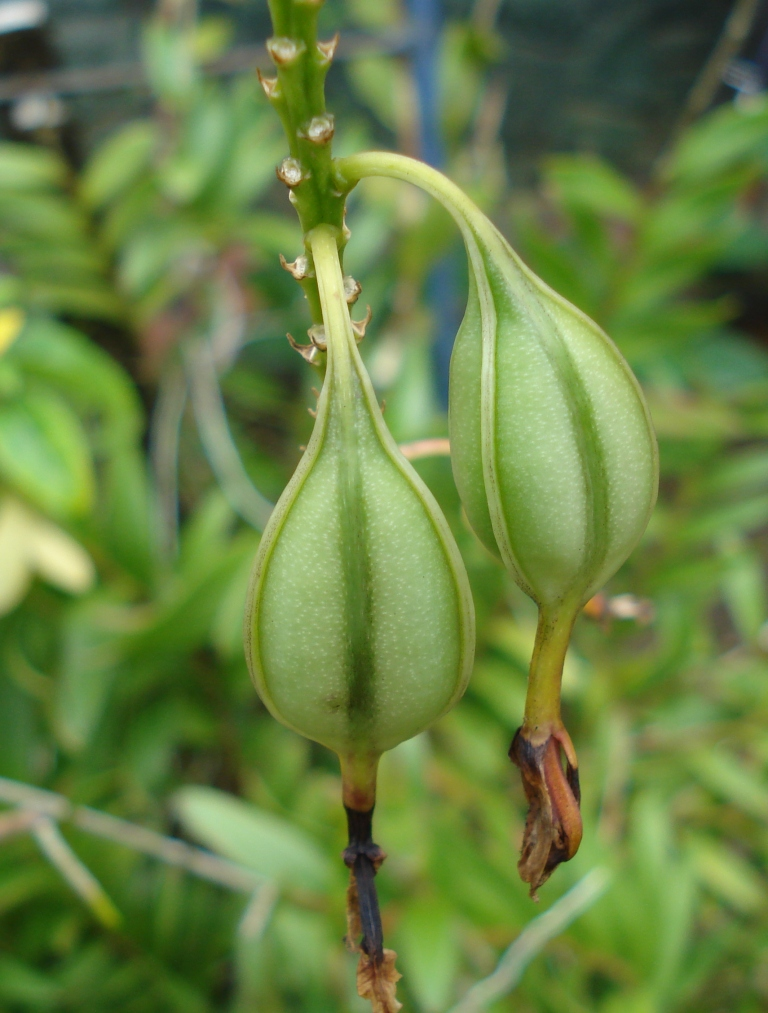
Коробочка орхідеї

Плід — суха коробочка різної форми і розміру, дозріває протягом 2 — 12 (і більше) місяців, розкривається 3 (6) стулками, або ягода; крайнє спрощення будови насіння при значному збільшенні їх числа. Коробочка містить безліч пилоподібних насінин, що поширюються за допомогою вітру, вони не містять запасу поживних речовин. В одній коробочці епіфітних видів може бути кілька мільйонів, у наземних — кілька тисяч насіння. Подвійного запліднення в орхідних немає, ендосперм не утворюються, і тому для проростання насіння обов'язково необхідно їх зараження мікоризним грибом. Оскільки ймовірність цього для кожного окремо взятого насіння мізерно мала, то підтримку чисельності популяції кожного виду здійснюється завдяки величезній кількості насіння. Для-забезпечення продовження виду необхідно, щоб проросла і пройшла всі етапи росту і розвитку хоча б одне насіння від кожної рослини.

### Особливості будови насіння
Орхідеї мають крихітне пилоподібне насіння. Розміри насінини коливаються в межах 0,35-3,30 мм у довжину і 0,08-0,30 мм завширшки. Ще дрібніший зародок — 0,05-0,26 мм у довжину і 0,04-0,19 мм завширшки.
Ендосперм в орхідних зазнав сильних редукційних змін. Він повністю відсутній у зрілому насінні, ймовірно, у всіх представників цієї родини. Деякі зачатки ендосперму можна знайти лише на ранніх стадіях ембріогенезу. Тільки в однієї третини з ембріологічних вивчених видів спостерігається утворення багатоклітинного (до 2-10 ядер) ендосперму. У багатьох видів утворюється тільки первинне ядро ендосперму, яке дегенерує без подальшого поділу і абсорбується зародком, що розвивається.

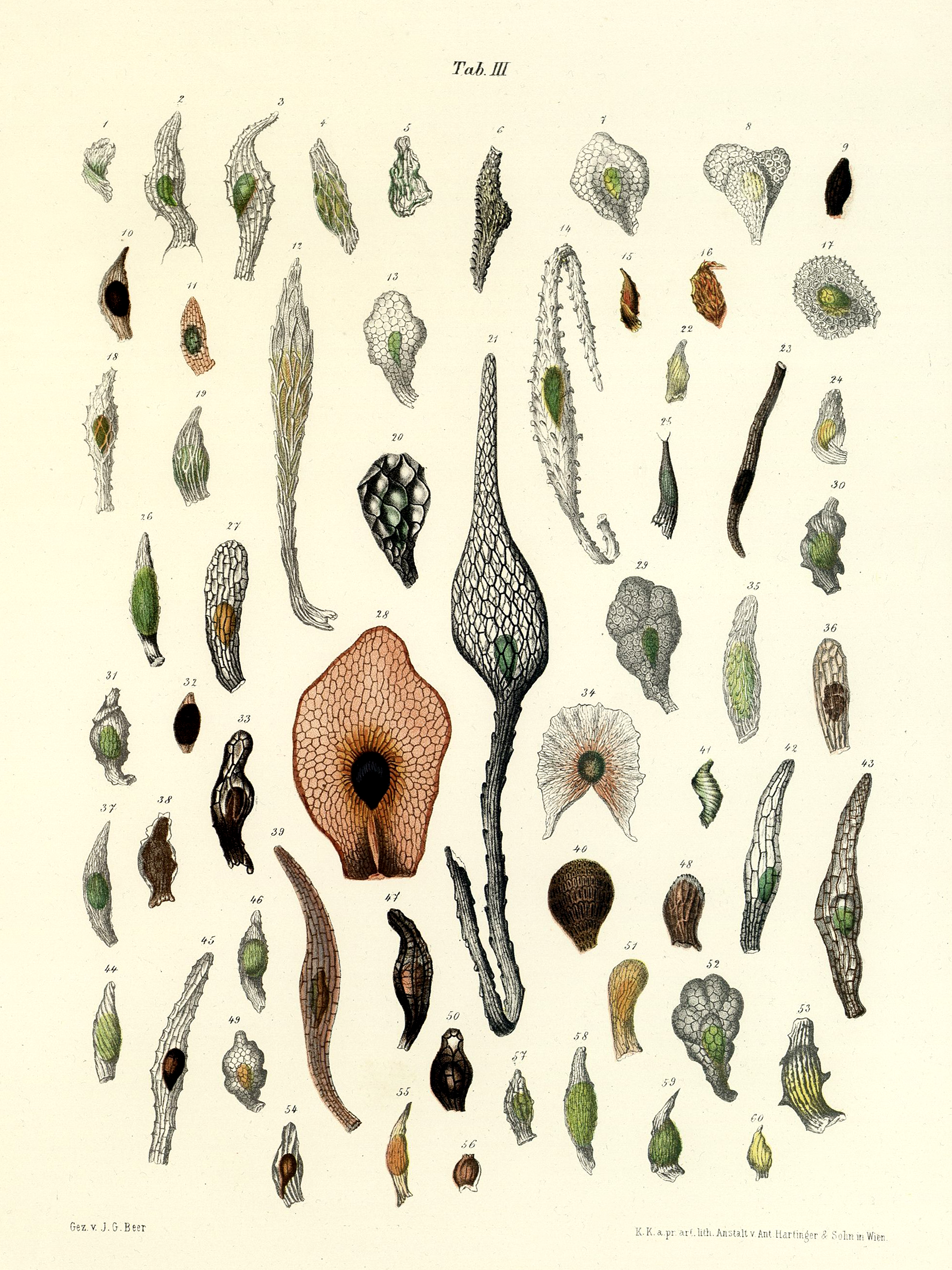
Насіння орхідей. Ботанічна ілюстрація з книги «Beiträge zur Morphologie und Biologie der Familie der Orchideen», 1863

### Насіннєва продуктивність
Орхідеї є безперечними лідерами серед квіткових рослин за рівнем насіннєвої продуктивності. В одній коробочці у них може утворюватися до чотирьох мільйонів насінин.

### Життєві форми
З життєвих форм домінують багаторічні трави, рідше зустрічаються невеликі чагарники і великі здерев'янілі ліани. Поряд з автотрофними нерідко зустрічаються сапрофітні форми.
Серед тропічних видів у оранжерейних умовах вирощування нерідко спостерігаються «довгожителі» по 70 і більше років. Розміри в орхідних коливаються від декількох міліметрів до 35 метрів (лат. Vanilla planifolia).

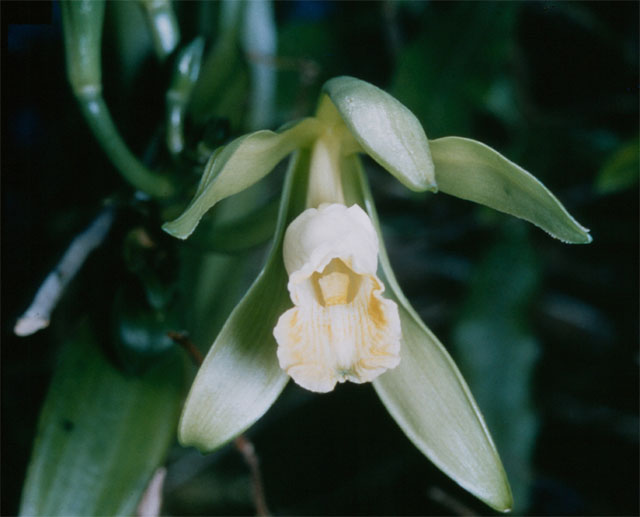
Vanilla planifolia

За характером субстрату зростання розрізняють епіфіти, літофітів і наземні орхідні. Більшість орхідей — епіфіти. Літофітів і наземні життєві форми становлять значно меншу групу. Вони поширені переважно в помірних широтах.
Всі орхідні вступають у симбіоз з мікоризоутворюючими грибами, які постачають рослині воду і мінеральні солі, отримуючи натомість органічні речовини. Є також мікотрофні орхідні, позбавлені хлорофілу і фактично паразитують на грибі-симбіонті (наприклад, гніздівка, а також австралійська орхідея кріптантеміс, квітуча під землею). Епіфітні орхідні, як правило, розвивають численні повітряні корені, позбавлені волосків, зате забезпечені спеціалізованою всмоктуючою тканиною — веламеном. У деяких епіфітних орхідних листя редукуються, а функцію фотосинтезу беруть на себе сплощені зелені коріння (фаленопсис).

## Екологія

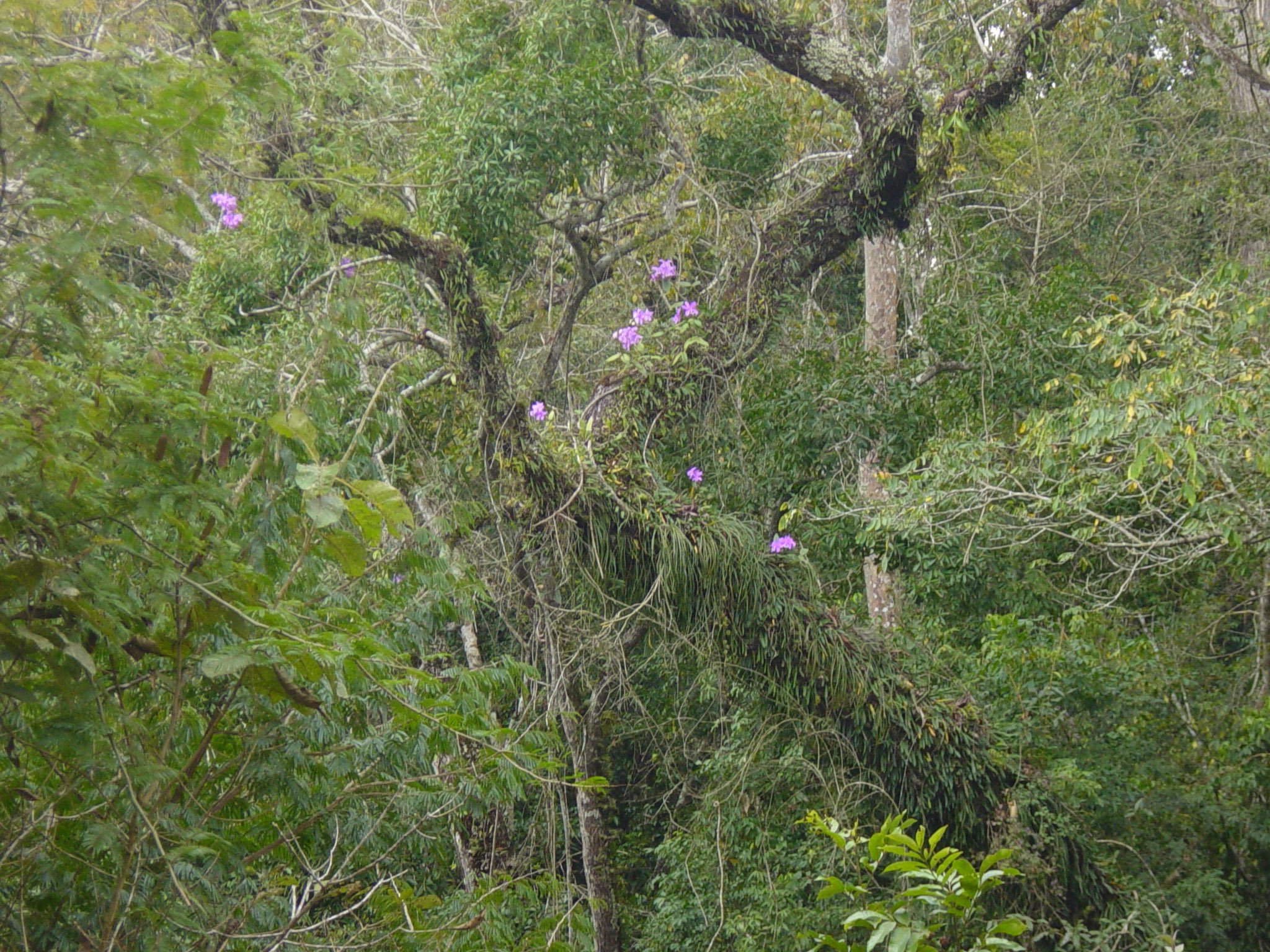
Cattleya loddigesii
Епіфітні види в середовищі існування

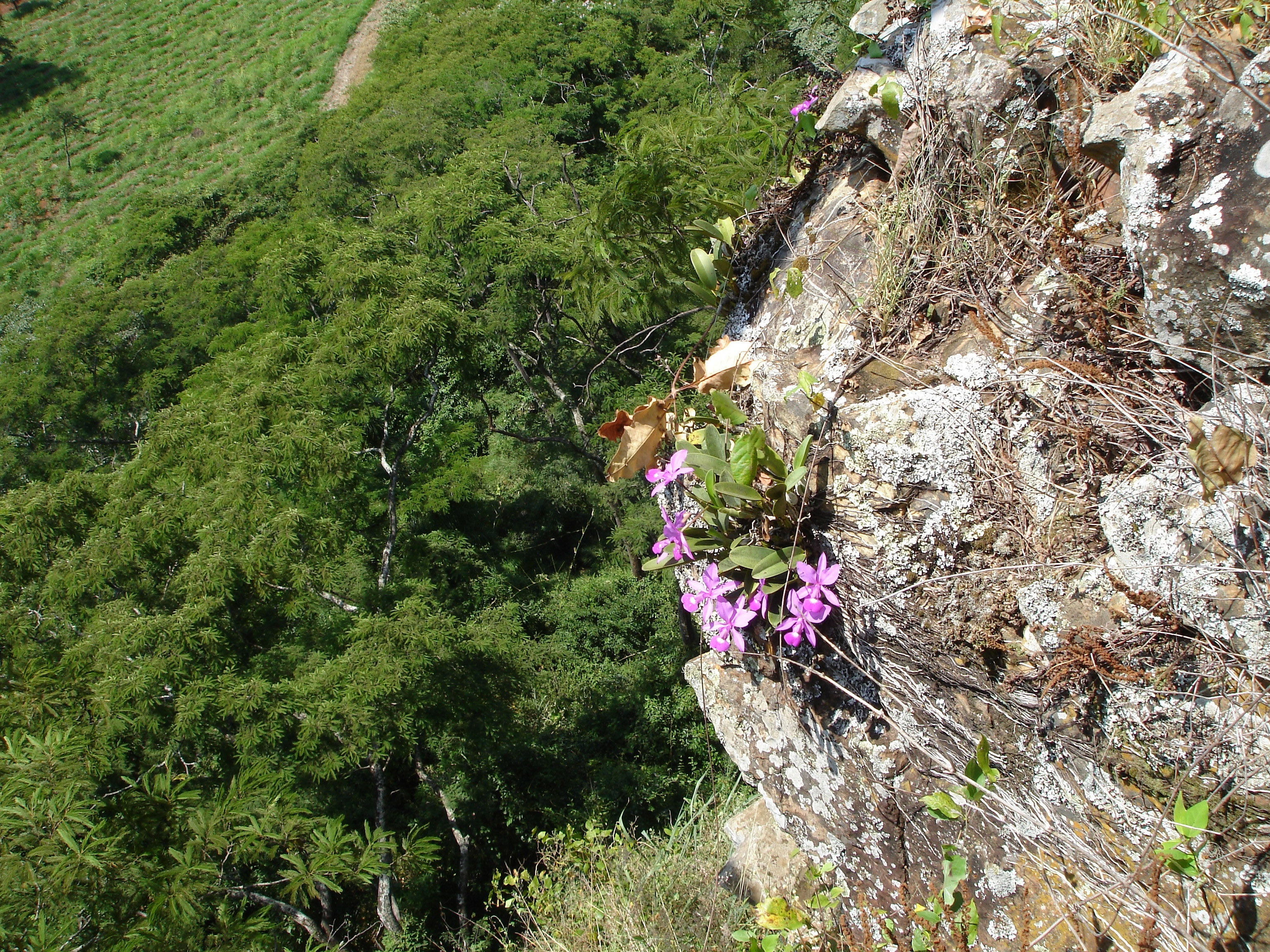
Cattleya walkeriana
Літофіти, живуть на скелях або камінні.

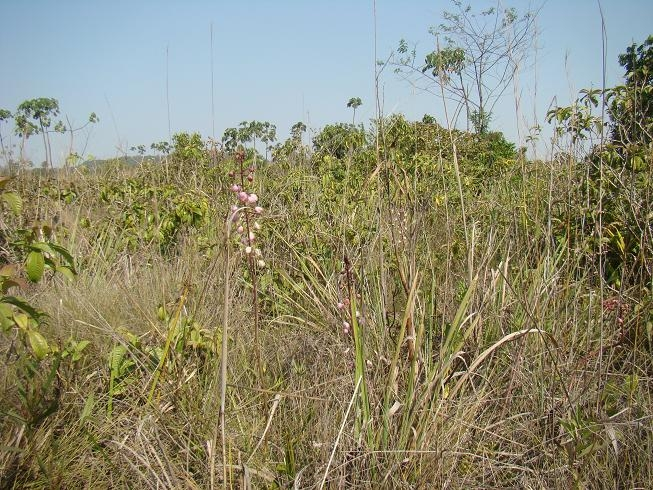
Cyrtopodium hatschbachii
Наземні види зростаючі серед трави савани.

Багато епіфітних орхідей, мешкаючи в досить важких умовах, виробили в ході еволюції складні захисні пристосування. Одним з них є сам-обмін (кислотний метаболізм красулацієвих).
В різний час доби співвідношення процесів фотосинтезу і дихання більшості рослин змінюється. Вдень переважає процес фотосинтезу, в ході якого рослини засвоюють вуглекислий газ і воду, перетворюючи їх в органічні речовини і виділяючи кисень. Вночі переважає процес дихання, що супроводжується витрачанням органічних речовин і виділенням вуглекислоти. В умовах тропічного лісу вдень створюється дефіцит вуглекислого газу, а вночі — концентрація його підвищується, тому в процесі еволюції деякі рослини набули САМ-обмін — здатність у нічний час запасати вуглекислий газ, необхідний для побудови вуглеводів. Відмітною особливістю орхідей з таким типом обміну є м'ясисте листя. У сухий період устя у них закриті і вдень, і вночі, рослина живе за рахунок раніше накопиченої вуглекислоти.
Залежно від положення на дереві розрізняють гілкові, корові і гумусові епіфіти.

## Потреба у світлі
Влаштувати рослині тінь можна за допомогою штори або маркізи, крім того, можна поставити на підвіконня світлолюбні рослини, щоб вони захищали Вашу орхідею. Якщо балкон або дерево створюють тінь, додаткове затінення звичайно не потрібно, інакше Ваше вікно може стати дуже темним. Під час темної зими, навпаки, додаткове освітлення необхідно в будь-якому випадку.

## Опалення
Часто виникає питання, чи не шкідливі для орхідей радіатори під вікном. У принципі ні, оскільки батареї, що обігрівають, забезпечують орхідеям «теплі ноги», які ці рослини особливо цінують. Однак Ви повинні взяти до уваги такі чинники:
- Якщо радіатор занадто малий по відношенню до розміру приміщення, це може призвести, в результаті надмірного нагріву, до того, що повітря буде дуже сухим. У цьому випадку особливо важливо стежити за підвищенням вологості повітря.
- Якщо опалювальні панелі розташовані в підлозі приміщення, вночі вони охолоджуються не дуже сильно. А для багатьох орхідей це означає відсутність необхідного їм для утворення квітів імпульсу.
- Кахельна піч, навпаки, часто викликає дуже великі коливання температури.

## Вітрина з рослинами
Ви можете відповідним чином обладнати акваріум і поселити в нього орхідеї. Можливо також, що у Вас є вітрина, що підходить для рослин: в таких резервуарах для розведення квітів особливо просто і зручно встановити температуру, освітлення і вологість, що підходять для даної конкретної рослини. При цьому, звичайно, виникає проблема надходження свіжого повітря, але її можна вирішити, встановивши вентилятори.
| Порада: Спочатку помістіть у вітрину всього кілька рослин, досвід щоб накопичити. |

## Орхідеї у зимовому саду

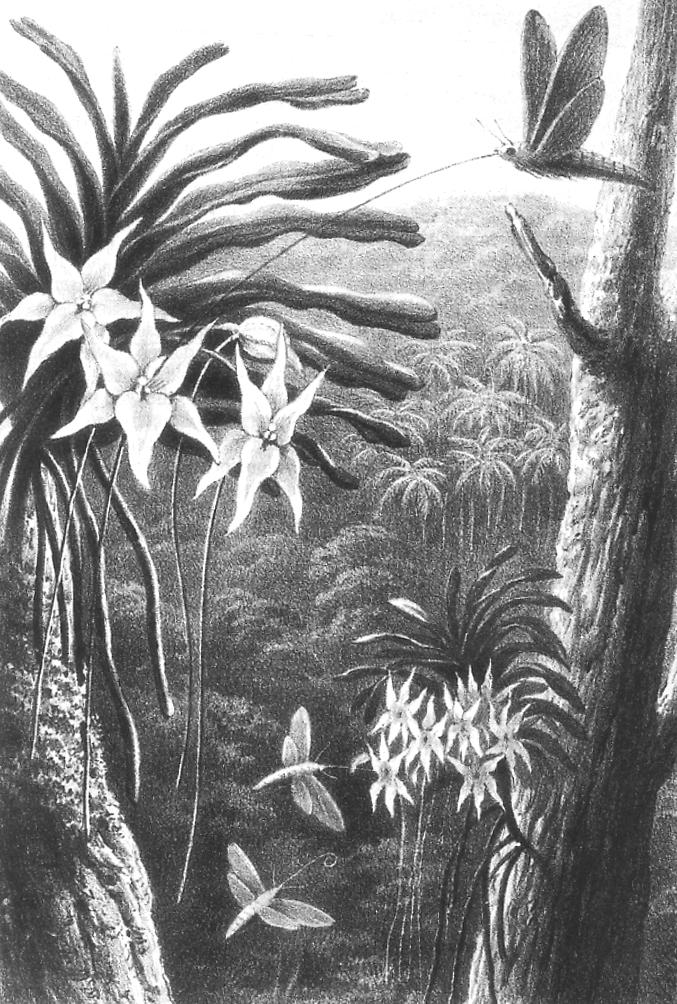
Ілюстрація запилення міллю Angraecum sesquipedale гіпотетично довгим хоботком. Малюнок був зроблений в 1867 році Альфредом Рассел Уоллесом, після пророкування, зробленим Чарльзом Дарвіном в 1862 році. У 1903 році міль виявили на Мадагаскарі назвали Xanthopan Praedict morganii.

## Як вирощувати орхідеї в горщиках
Хоча більшість орхідей у своїх рідних місцях існування ростуть на інших рослинах, в розвилках і крони дерев, в кімнаті їх можна вирощувати просто-напросто в горщиках. Перевага цього способу в тому, що коріння рослин не буде постійно висихати, перебуваючи в повітрі. Замість цього воно буде оточене трохи вологим субстратом і зможе так само добре рости і в наших житлових приміщеннях з досить сухим повітрям. Для вирощування орхідей сьогодні використовують виключно пластикові горщики. Глиняні горщики мають такі недоліки:
- Вони сильно звужуються донизу, рослина має мало місця для коренів.
- При пересаджуванні в інший горщик коріння орхідей, що володіють здатністю вбирати вологу (гігроскопічністю), зазвичай важко відокремити від глини.
- Посуд з глини звичайно має тільки один отвір для стоку води, а знизу закривається підставкою, на якій він стоїть.

Пластмасові горщики, навпаки, найкраще підходять для орхідей. Особливо рекомендуються так звані контейнери, які зовсім мало звужуються донизу, мають на дні кілька отворів для стоку води і стоять на дерев'яних «ніжках» заввишки до 5 мм. При поливі рослин зайва вода може безперешкодно витікати з горщика, а коріння орхідеї добре провітрюється знизу.
| Порада: Найкраще використовувати горщики одного типу. Це полегшить Вам вирощування рослин. |

## Вирощування орхідей на дерев'яних блоках

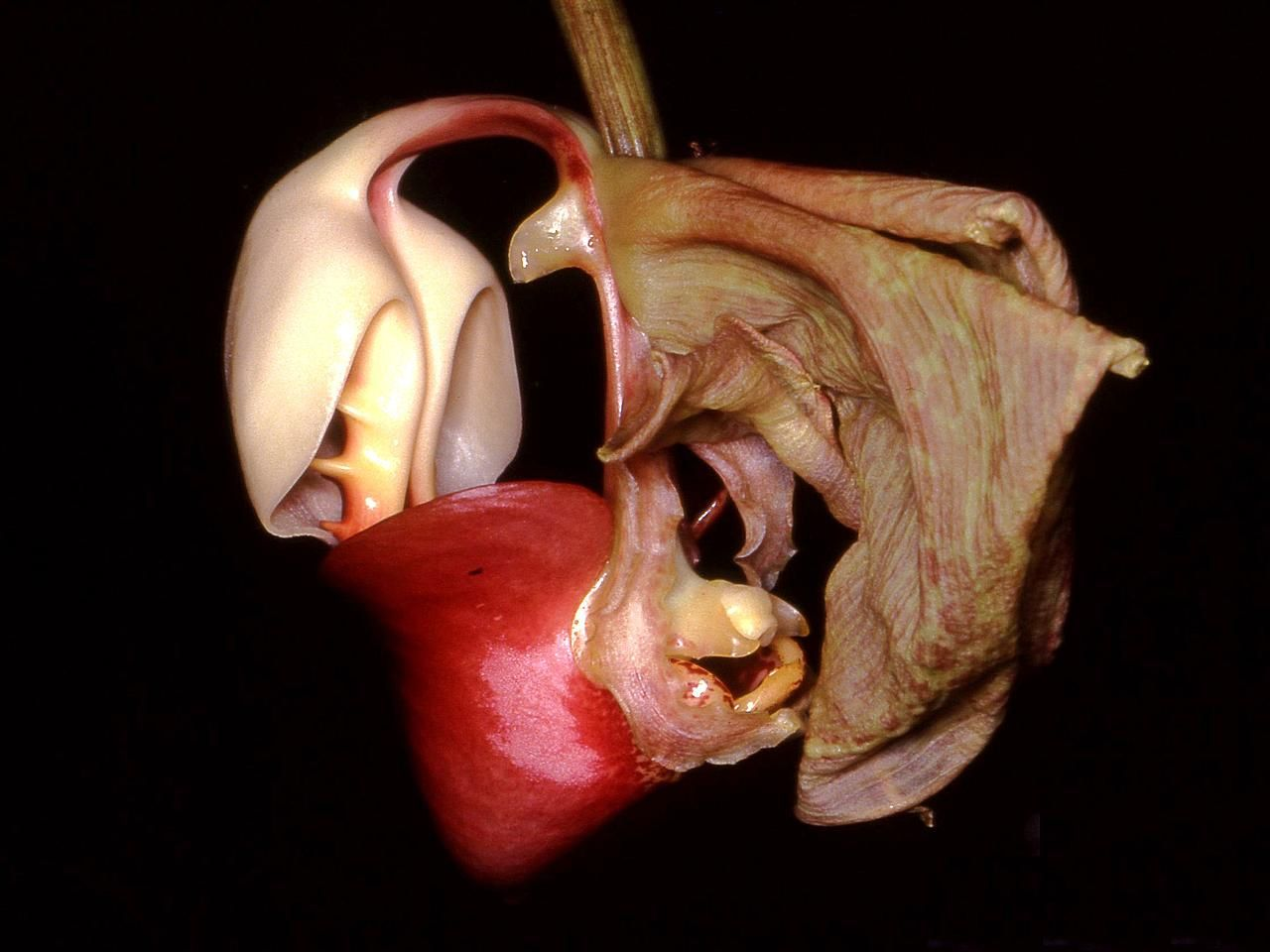
Форма, колір і аромат орхідеї — результат коеволюції з тваринами-запилювачами. На малюнку показано квітку Coryanthes leucocorys, вид, який виробив один з найцікавіших механізмів залучення запилювачів за допомогою наповнених рідиною мішечків

Цей спосіб розведення орхідей найкраще відповідає їх епіфітному способу життя в природі. При цьому необхідно мати місце з високою вологістю повітря, наприклад спеціальне кондиціоноване вікно для вирощування квітів, вітрину або зимовий сад. Рослини потрібно прикріпити (прив'язати) на шматок кори або дерева. Для блокового розведення підходять усі тверді сорти дерев, наприклад більшість фруктових дерев або виноградна лоза, а також акація та дуб корковий. Не можна використовувати деревину, яка містить смолисті або дубильні речовини.

## Рослини— супутники орхідей

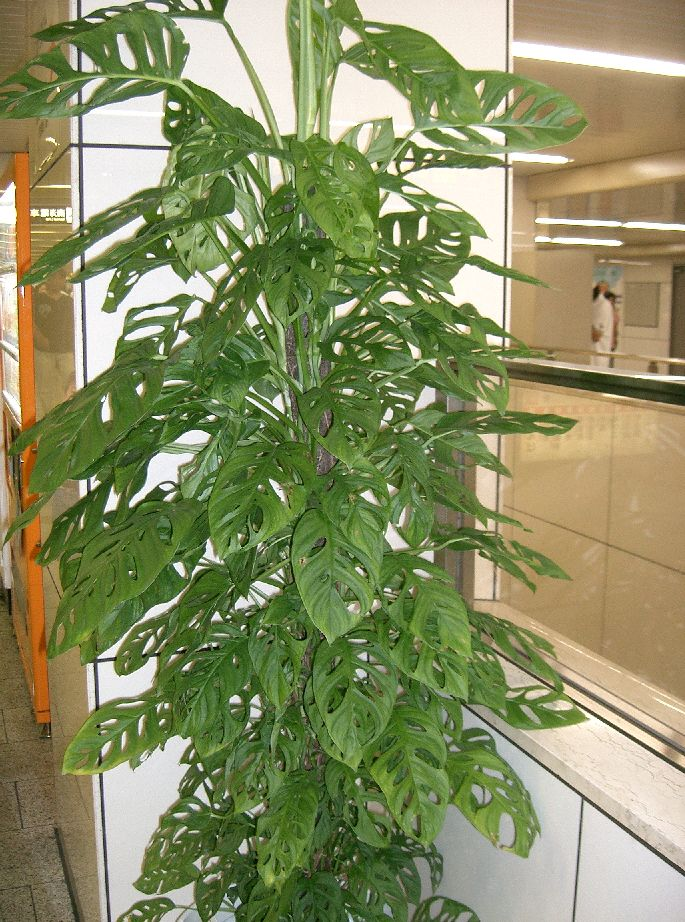
Monstera adansonii

Орхідеї разом з іншими кімнатними рослинами зазвичай краще ростуть і розвиваються. Особливо якщо поряд з ними ростуть рослини з листям, що пишно розрослось, які випаровують досить багато рідини, а отже збільшують вологість повітря навколо себе. Покращують мікроклімат у будинку, наприклад, папороті, всі види Фікусів (Ficus), монстера (Monstera) і філодендрон. Для сусідства з орхідеями також підходять горшкові бромелії, а також листяні рослини з строкатим листям, такі як маранта (Maranta), дифенбахія (Dieffenbachia), драцена південна (або кордилина, Cordyline), каськаріли (Codiaeum) і Калатея (Calathea).

## Культивування

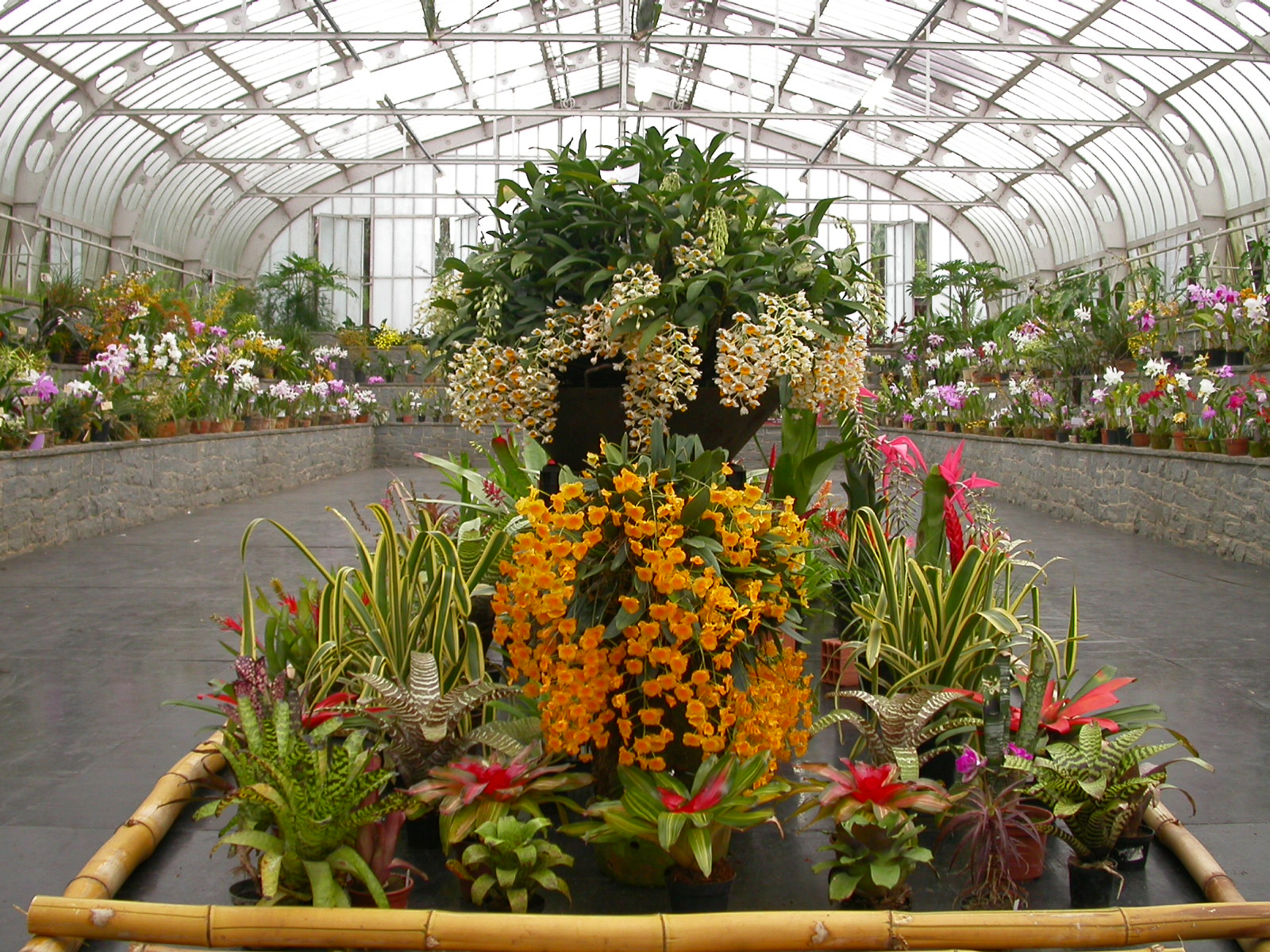
Виставка орхідей в Ботанічному саду Сан-Пауло, Бразилія, в листопаді 2003 року.

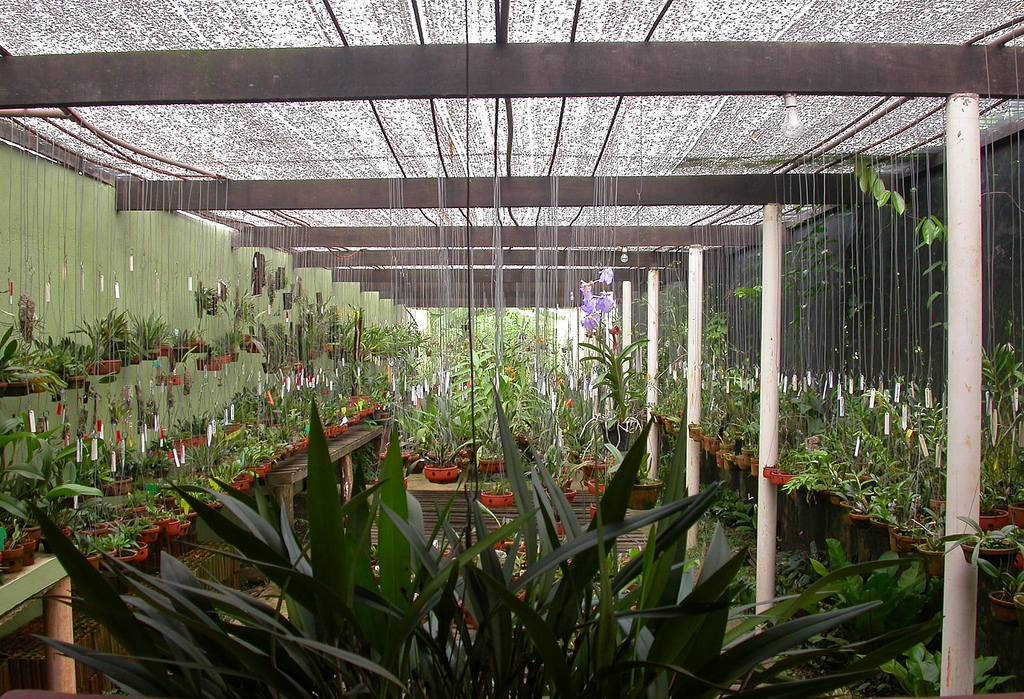
Приватна колекція орхідей, вирощених в Сан-Паулу, Бразилія.

## Галерея

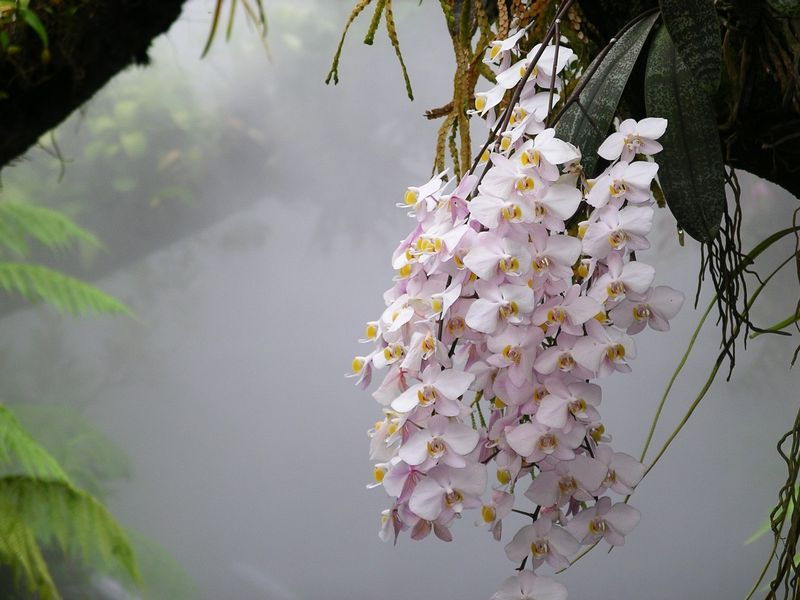
Китиці квітів Фаленопсису філіппінського (Phalaenopsis philippinensis Golamco ex Fowlie & C. Z. Tang)
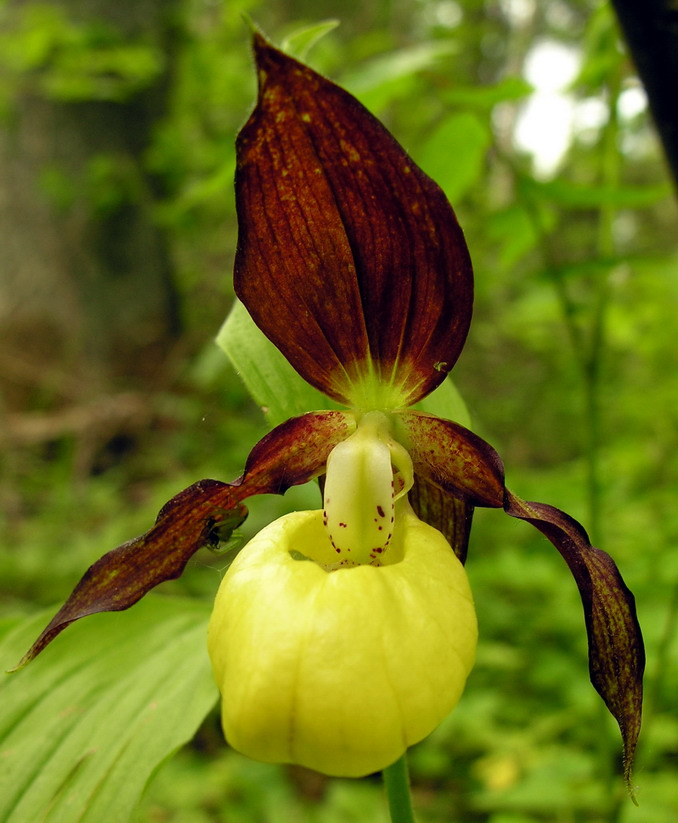
Зозулині черевички (Cypripedium calceolus)
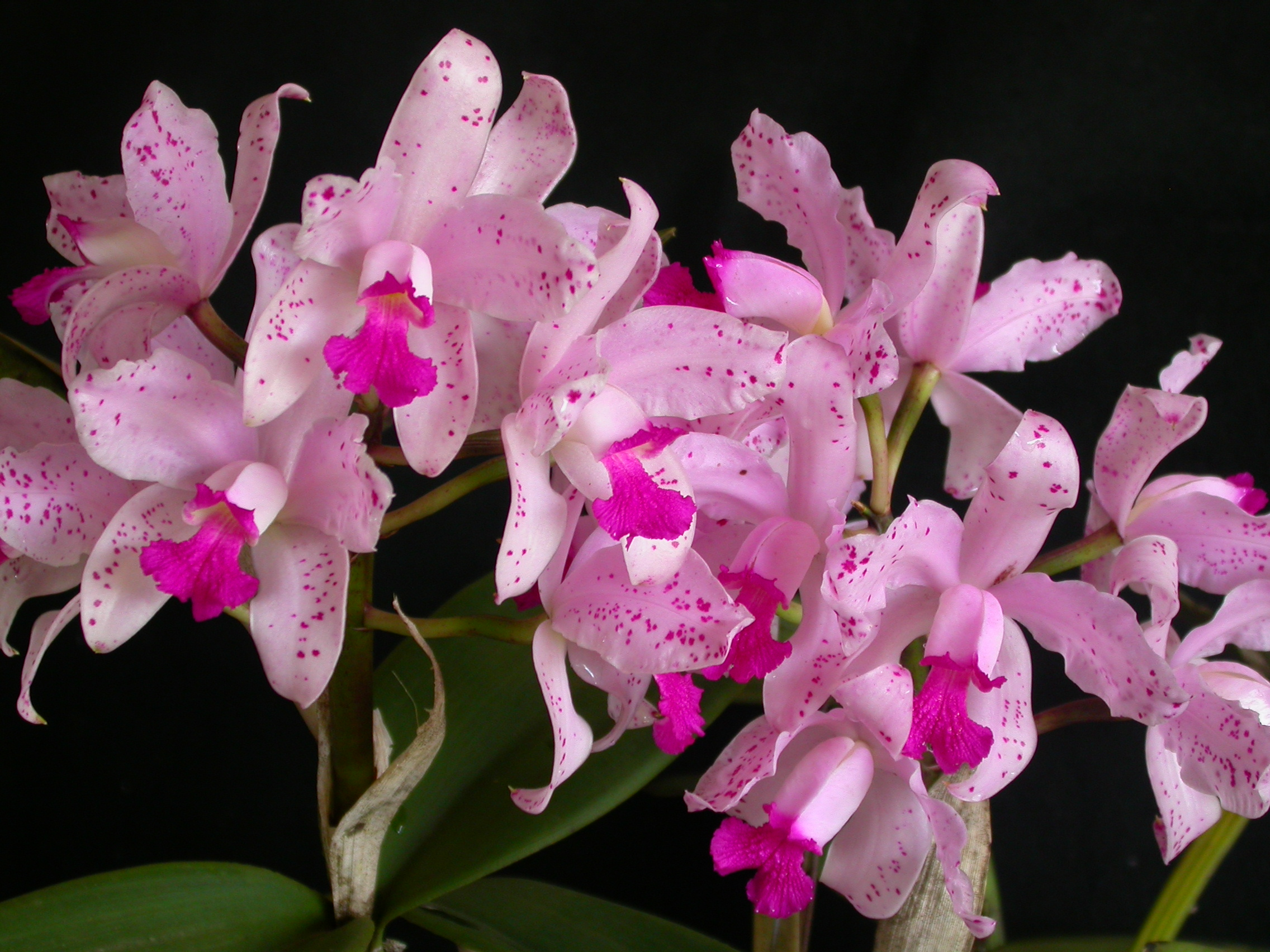
Cattleya amethystoglossa
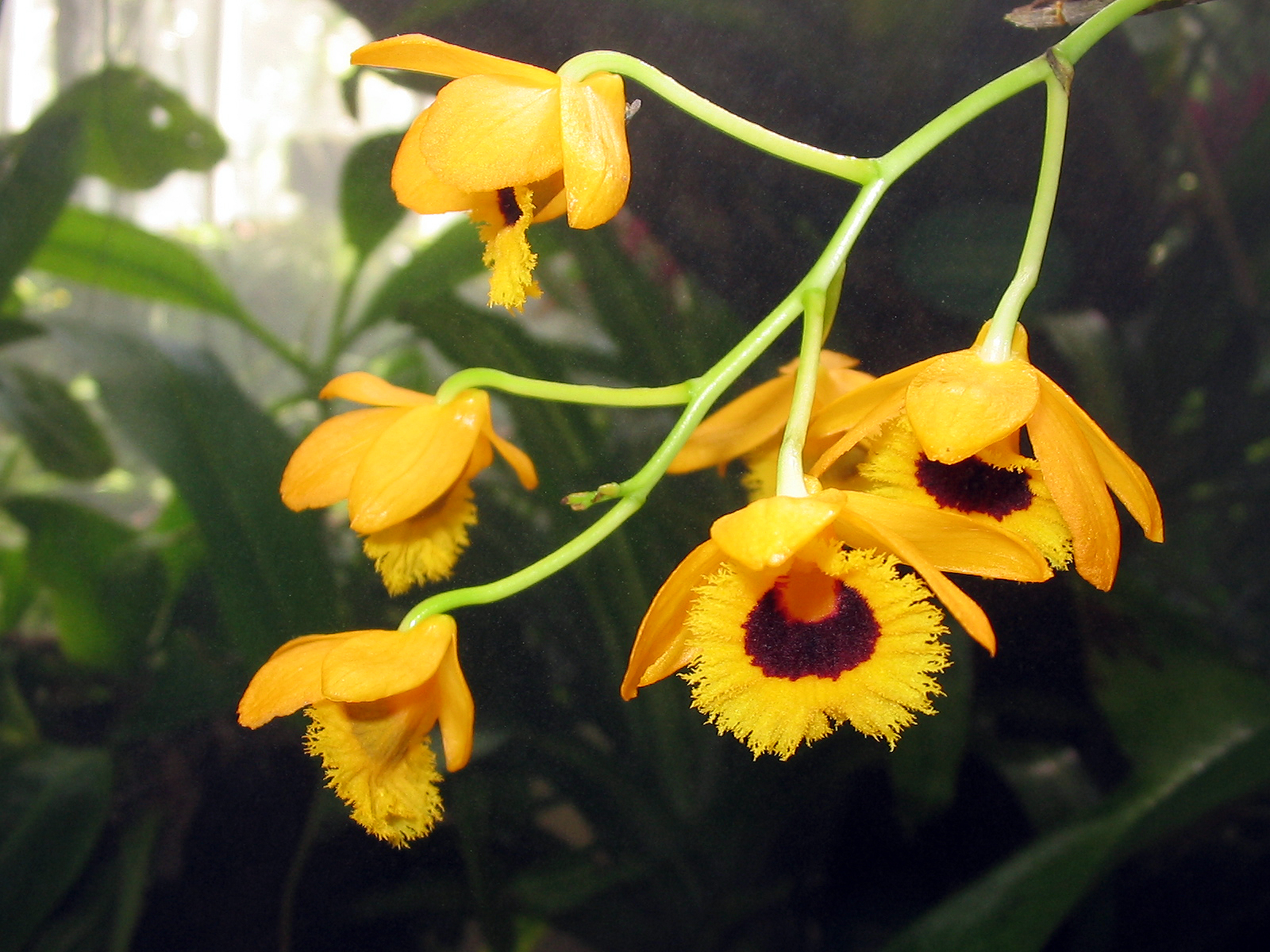
Dendrobium fimbriatum
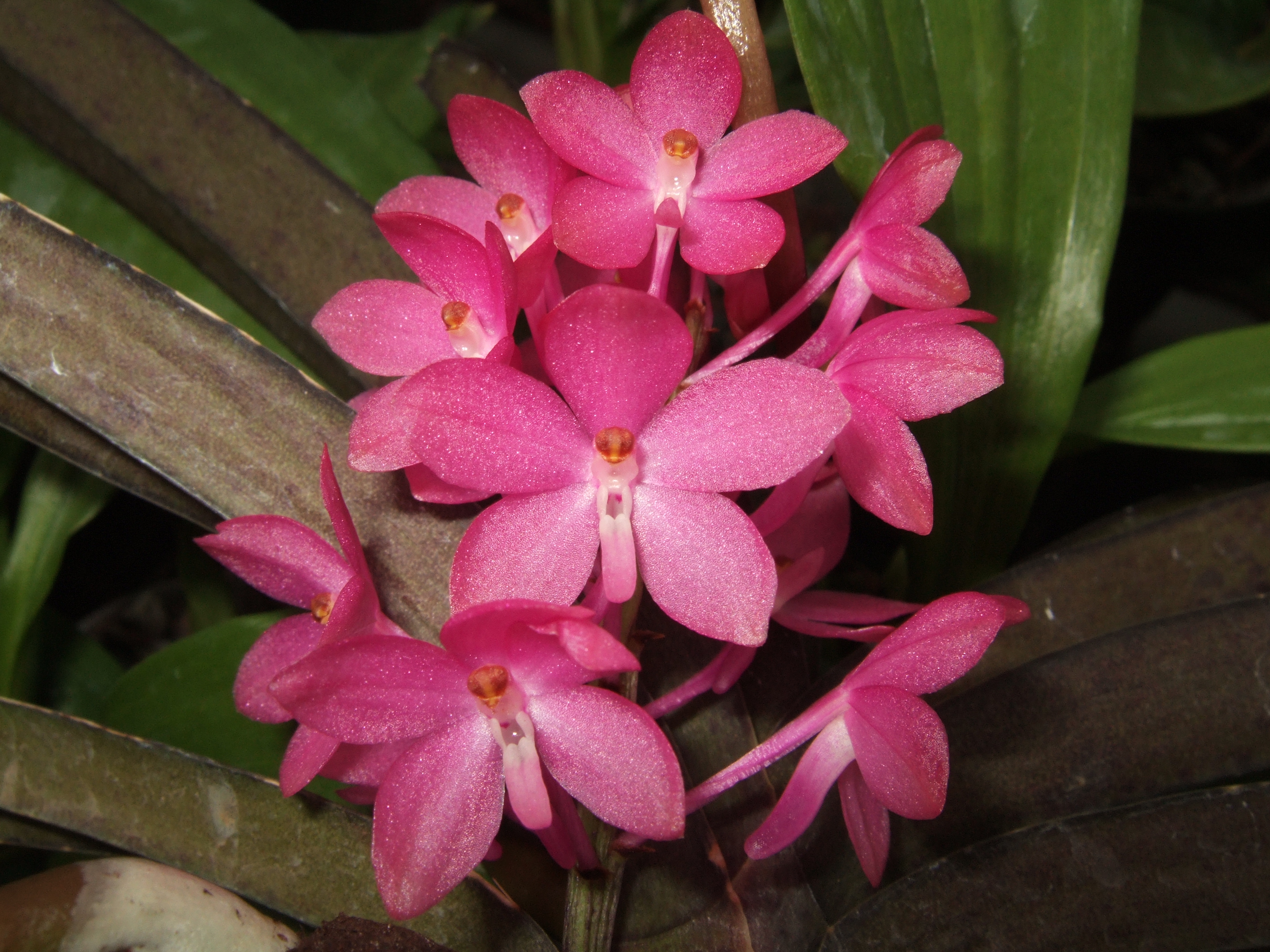
Ascocentrum ampullaceum
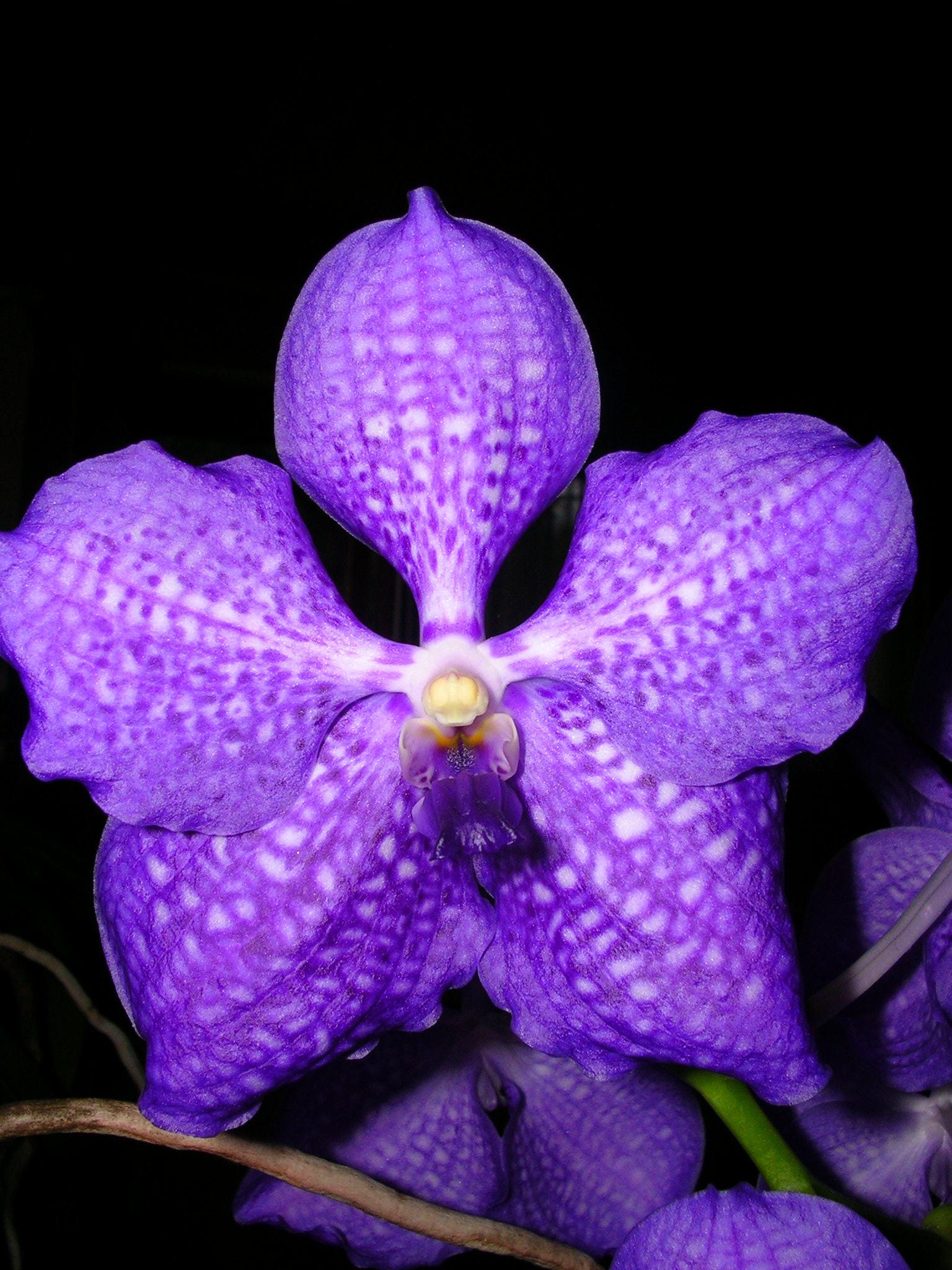
Сорт Vanda Pakchong Blue
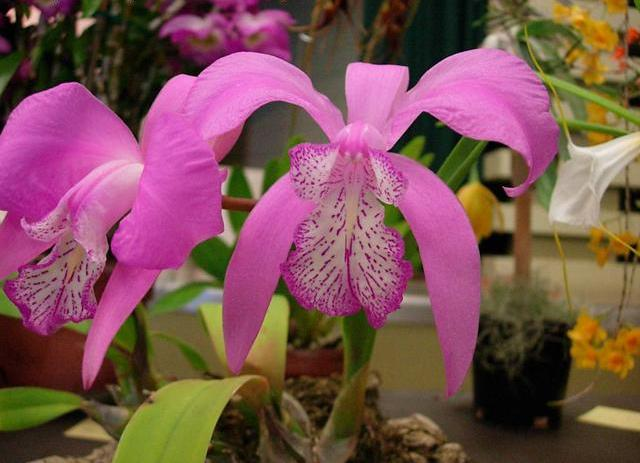
Laelia speciosa
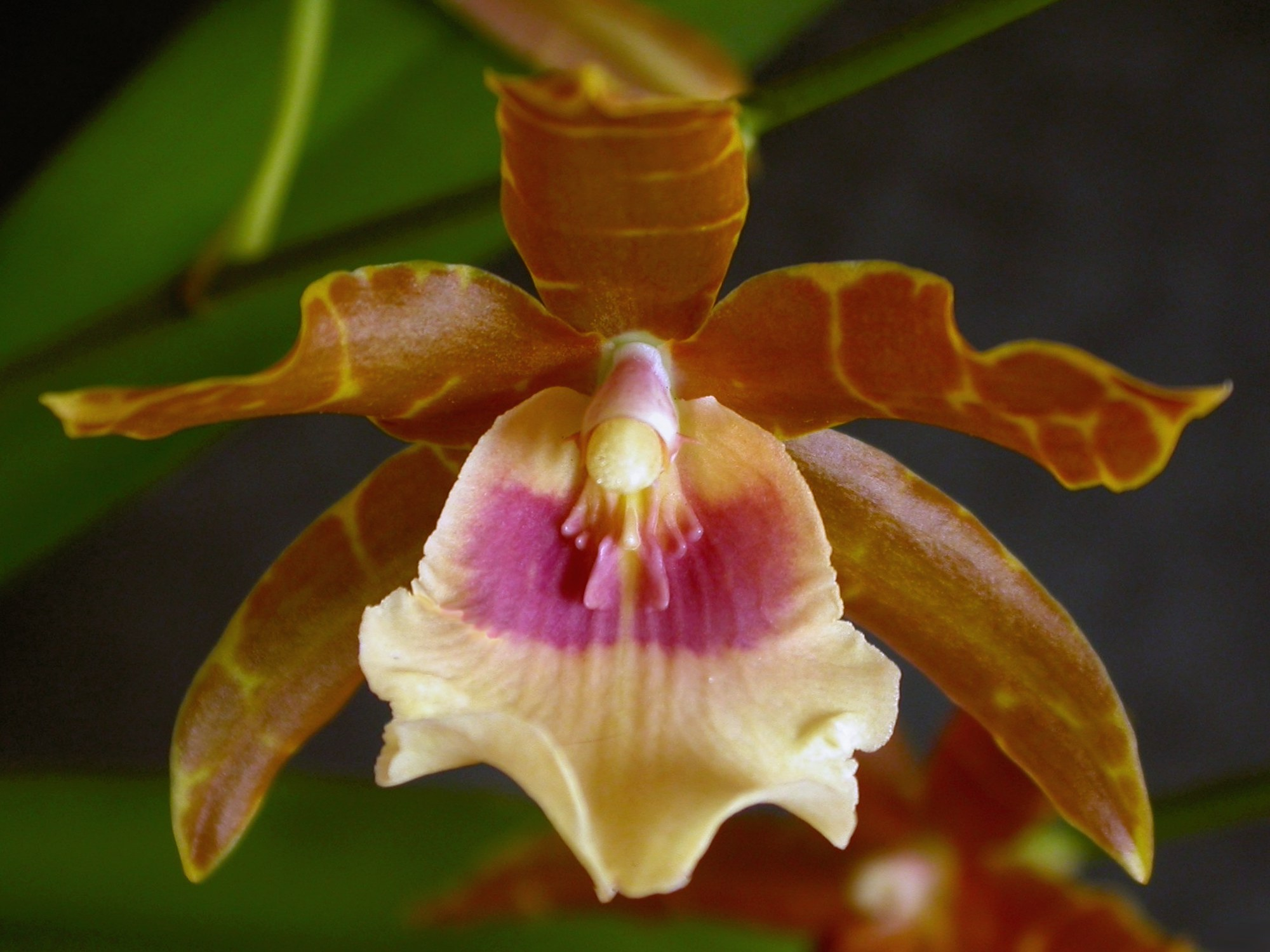
Miltonia leucoglossa